# 蒼天航路
《蒼天航路》（日语：蒼天航路）是由韓國作家李學仁編劇、日本漫畫家王欣太作畫的日本漫畫作品。自1994年10月起至2005年在11月為止連載於《週刊Morning》雜志，单行本全36卷，总计銷售量达1800万部。本作品獲得1998年第22屆講談社漫畫賞一般部門獎。
動畫在2009年4月於日本播出，台灣則在2011年5月份播出，內容包括黃巾之亂、討伐董卓、群雄割據到官渡之戰為止。

## 故事簡介
距今1800多年前，正是东汉末年，群雄割据的时期。为了平定天下，三位被赋予天命历史英雄诞生了，宦官后代的曹操，编草鞋出身的刘备，将军之子孙权。他们三个分别建立了自己的国家魏、蜀、吴。这就是后人津津乐道的三国时期。本作以三國為背景所創作的漫畫，不同於以往以取自「三國演義」中劉備為主角的設定，主要以正史「三國志」為背景，敘述至今仍然頗受爭議的人物、被稱為「梟雄」的曹操一生的故事。（三國志中以魏國為正統）。與其他作品相較之下，除了觀點不同之外，以往三國類的作品都很明顯的充滿英雄主義色彩，而本作則更著重對於人物的刻畫以及其內心的描寫，尤其以一種全新的觀點出發，讓讀者瞭解每一個被冠上英雄之名的人物背後的血淚故事。
不同於三國演義以劉備為主的描寫，本作以曹操為第一主角，從小就立志做大事、愛人被宦官霸占、黃巾之亂剿匪有功，是完全以曹操為主題的故事。也將曹操在心境上，從一開始雷厲風行的正直官吏到見識了皇帝劉宏的無能後，一心想讓天下大亂好取而代之的轉換做出具有深度的描寫。本作雖說以《三國志》中的魏國為正統，但是仍然夾雜大家比較耳熟能詳的《三國演義》情節。

## 角色介紹

### 魏
曹操（字・孟徳，乳名・阿瞞）
配音：宮野真守 / 阿瞞 - 井上喜久子（日）；李世揚（台）
整部作品的主角，富士額和兩眼下長長的眼睫毛為其特徵，三曹之一，自稱“我”為第一人稱。年少時比現在不拘於泥，擁有不一樣的構想，跳躍思維的言行和行動使敵我困惑和吸引。不嫌因為霸業進行肅清，而被他人稱為“亂世之奸雄”的評價。喜好女色，害怕蜜蜂，晚年受到頭疼的困擾。對唯才的思想之下，只要有才能，無論出身和經歷都得到提拔和任用，對人才的名字和數目都有超強的記憶力。文學、武藝、音樂、建筑、烹飪、醫學、軍事、政治都廣泛涉及。過度的現實主義和合理主義，屯田制採納，文學及醫學等都得到提升，同時也是先驅精神的人。正因為這樣，新的價值觀強硬，拒絕和討厭儒家思想，故事後半部分激動的對立。充满才能与气魄。令人惊艳的用兵，敢于蔑视一切成规的曹操，他要用自己的双手开创了崭新的天下，为此不择手段，为此受尽百姓们指责，他在人们的心中是神，是罪恶的暴君，又或是难以理解的巨龙。渴望用霸道贯彻天下，实现“大治”之世。却又对皇位、权力不屑一顾。力量、权欲、名声，这一切对曹操而言只是手段，不是目的。许多的人唾骂他的残暴，却不可以动摇他重整乾坤，开创盛世的目标。对天子竭忠尽智，对将领不离不弃。知人善任不做作，不虚伪，将自我的美丑暴露无遗于天下，仍就我行我素，是他本色所在，因为，他就是天意的化身。最後在夏侯惇的陪同下病逝於洛陽，死的時候臉上露出安祥的笑容。舉辦喪禮簡單隆重，完全貫徹自己的風格，即使世人說他是梟雄但名字及事蹟還是會流傳於後世，永遠不會被人給遺忘。

#### 曹操親屬
卞玲瓏
配音：田中敦子（日）；馮嘉德（台）
曹操的側室，與丁美湖離婚後變為正室。歌妓出身，也是董卓以前的情人。年輕時候的野心是為了生下皇帝，心胸寬廣，不會厭惡其他夫人的孩子。
曹昂（字・子脩）
配音：諏訪部順一（日）；吳文民（台）
曹操的長子，母親是劉夫人。生母死後由丁美湖養育，心知天文的知識。張繡和賈詡奇襲的時候，把曹操託付與上天。遭到弓箭射殺瀕臨死亡的時候，把自己的馬給曹操逃走後死去。
曹丕（字・子桓）
曹操的次子，母親卞玲瓏。曹昂死後便成為曹操名符其實的長子，容顔與年輕時候的曹操非常相似，三曹之一，文武双全。漢中之戰的時候，曹操拘謹與雞肋之事，而曹丕對此顯出伶俐和冷靜的表現。作為曹操的繼承人，以“奸雄類的人不能居住在世上”為目標，與曹操存在很大的差異。
曹彰（字・子文）
曹操的三子，母亲是卞玲珑，曹丕的弟弟。勇猛但容易變得興奮的性格。與孫權一樣曾經與野獸搏鬥過，徒手一擊就能把老虎的心臟挖出來。曹操稱呼他為“黃鬚兒”，與曹植非常友好。
曹植（字・子建）
曹操的四子，母親卞玲瓏，曹丕、曹彰的弟弟。三曹之一，純樸的性格，感性的吟詩，奇特的服裝和喜歡喝酒。對曹丕的妻子甄姚有愛慕之心，天生擁有的詩才超過曹操，同時也有對天下的大局和政治的才能。曹操接班人的時候，圍繞曹丕之間派系的鬥爭。
曹休（字・文烈）
曹操的姪儿，與曹仁、曹洪有血缘關係，不过和曹操沒有血緣關係。由于漢中进攻初次登场，优秀且年輕，吴兰和雷铜快要攻擊的時候，受到曹洪的帮助。

#### 曹魏四天王
夏侯惇（字・元讓）
配音：草尾毅（日）；吳文民（台）
漢朝開國功臣之一夏侯嬰的後代，曹操從小玩到大的從兄，舉兵以來是四天王中最老資格，其他三人皆稱呼他為“惇兄”。曹操陣營中唯一以朋友的語調，直呼曹操的字。對曹操的破天荒言詞感到困惑，同時也期待事情的發展。武艺高超，处世冷静，政治能力高，最值得称道的是亲和的心。剛強且柔軟的性格，經常看出事物的本質，因為獨眼的關係，與擁有雙眼的人所看到的距離不同。左眼在討伐董卓的時候被箭射穿，比正史的時間稍微早了一些。
夏侯淵（字・妙才）
配音：稻田徹（日）；于正昇（台）
漢朝開國功臣之一夏侯嬰的後代，曹操四天王之一。曹操從小玩到大的從兄，夏侯惇的從弟。被描寫為擅長使用剛弓的弓手，許褚評價他為“狼”。故事前半期活躍於戰場上，但赤壁之後沒有過多登場，被曹操評價為“王之将”。之後是鎮守一方、以天下為中心的司令官。在定軍山被挑战过自己的黃忠杀死，无法再向前迈进。
曹仁（字・子孝）
配音：千葉一伸 / （幼年）高城元氣（日）；孫中台 / （幼年）汪世瑋（台）
曹操四天王之一。曹操從小玩到大的從兄弟（沒有血緣關係）。年少容貌端正，中年的時候已經完全禿頭，但身體體格變得更好。故事前半期没有取得任何战果，在官渡之戰中覺醒，在戰鬥中逐漸成長為嚴格能幹的猛將。
曹洪（字・子廉）
配音： 江川央生（日）；林谷珍（台）
曹操四天王之一。曹操從小玩到大的從兄弟（沒有血緣關係）。故事前半期沒有特別，故事後期是同伴的嚴厲教官，在戰鬥中冷靜地看清敵人，毫不忌惮向周圍的將領暴露自己贪婪的本性。在漢中之戰時，被张飞斩去左臂，但仍然脸色不变地指挥。

#### 主要文臣
荀彧（字・文若）
配音：吉野裕行（日）；于正昇（台）
曹操五謀臣之首，作為军师雌伏在的曹操軍中的秀才少年登场，用那个智谋让屡次征战的军人们也退缩。在身經百戰的軍隊中使用智謀。黃巾之亂鎮壓後，離開曹操到西域旅遊，數年後返回曹操麾下。在曹操陣營下與許褚并列為非常詼諧和開玩笑的角色，對劉備有很好的印象，“啊啊啊”為口頭禪。對曹操霸業的理解，後來因為儒家思想無法拋棄在曹操麾下的臣和漢臣而發生糾紛。在糾結中病倒，療養期間曹操贈送盒子，誤解曹操意思，而服用華佗弟子放在盒中的大量藥物，在虛弱的意識下發現曹操的本意而逝去。
郭嘉（字・奉孝）
配音：木內秀信（日）；吳文民（台）
曹操五謀臣之一，一生都在軍事的「純粹軍師」，每當戰鬥結束都會在頭上描畫每一場戰役的兵法。有著童顏的眼睛，什麽事都要説清楚，經常對曹操嚴厲職責。官渡之戰時候説暫待後方，因為政治而不參與軍議，而跑去尋找女人和喝酒，導致惡劣的素行變得顯眼。向曹操提出萬里長城的建議，與張遼互相抱有敬意，是破烏丸族的功臣。烏丸鎮壓後，向曹操請求由自己指揮烏丸兵和張遼率領的部隊，組建神出鬼沒的部隊，曹操聽到這樣，認為他超越普通的軍師，郭嘉看到“王”的誕生而高興。可是之後，郭嘉在床上與曹操一邊談論一邊也死去。
荀攸（字・公達）
配音：青山穰（日）；林谷珍（台）
曹操五謀臣之一，比荀彧大六歲的堂侄，其叔父荀彧邀請加入曹操陣營。軍師陣營中不輕易落套，保守型性格的人，性格樣貌非常樸素，隱藏着內心的心思熟慮和骨氣。布陣能力強，赤壁之戰受到吾粲的稱讚，擅長模仿，荀彧死後病逝。
程昱（字・仲徳）
配音：穀口節（日）；林谷珍（台）
曹操五謀臣之一，曹操軍中最為年長的軍師，個子高美髯。原名程立，夢中看到泰山雙手捧起太陽，曹操命他的名字改為程昱。軍紀是親自動手，比起其他軍師，活躍比較少，也非常多煩惱。常屯駐合肥，知道自己的精神被刘馥、蒋濟、温恢等下一代繼承，所以宣告引退。
賈詡（字・文和）
配音：立木文彥（日）；孫中台（台）
曹操五謀臣之一，初登場是張繡的參謀，與之較合得起來，宛城把曹操進逼而活躍。年輕時聲名並不顯赫，唯獨受到漢陽的名士閻忠高度評價。在一次旅途中遭遇氐族的叛軍，身旁數十人皆被擒住，賈詡發揮機智，辯稱自己是太尉段熲外孫，氐人信其言，於是獲釋。後來成為董卓部下，董卓死後，與李傕、郭汜等人回頭攻打長安。並私下結識張繡，張繡迎接為軍師。獻計助張繡暗殺曹操（為與袁紹結盟），曹操大將典韋、長子曹昂、侄子曹安民皆在宛城戰死；還建議張繡繼續聯合劉表，使曹操攻宛城不下。之後與張繡投降曹操。曹操接受賈詡投降前，以陳琳為袁紹寫的宣戰報告測試賈詡是否眞心投降。在曹操軍中自稱最殘忍刻薄的軍師，對自己的智略沾沾自喜，將詭計發揮到最大限度。
劉曄（字・子揚）
跟隨曹操訪問合肥時首次登場，光武帝之子・阜陵王劉延的後裔，脖子長。開始是不成熟和不理解世俗的年輕人，很少和他人對話。之後收到諜報鎮壓吉本之亂和魏諷之亂，故意把叛亂份子齊集，判決犯人非常謹慎。
温恢（字・曼基）
个子小脸非常大的樣貌，曹操在访问合肥时，刘馥死後作為後任扬州刺史首次登场；曹操對他刚健的姿势處理职务的评价也很高。合肥之战中，偽裝成張遼进军，外表形態馬上被呂蒙发现了。以“圓圈”的體術，以各种各样的攻擊和防御與呂蒙對戰。
蔣濟（字・子通）
曹操在访问合肥时首次登场，眼睛很大得看到全部東西的特征。扬州刺史刘馥死后，继承其遺志，温恢作为副官向合肥出发。曹操进攻汉中的时候的亲信军师，成为曹操汉中撤退的決定者。
司馬懿（字・仲達）
正式登場在故事後期，不喜歡過於暴露，總在後方。因為孫權的稱降而觸發他的存在，被軍隊裡找出來，并參與政治。後來成為曹丕四友之一，頭能一百八十度轉動，曹操看到此狼顧吃驚。在濡須口和張魯的戰鬥中隨軍。
劉馥（字・元穎）
赤壁之戰後，曹操访问合肥时的故人。被任命為扬州刺史，独自一人抱著七萬平民，在什么都没有的空城開創城市八年。從沒有到有，曹操對他一生的發展充滿最大的敬意。
張既（字・徳容）
西凉進攻的時候首次登场，能干的外交官，之前與凉州军阀谈判而活跃的角色。雖然在曹操阵营，但同时與韓遂的關係也相當亲近。對關東以西的形势詳情非常熟悉，之後漢中攻防战中作為曹洪的副将从军。身材短小，小柔弱怕陌生的印象。一个人不佩刀進入敌阵，勇敢面对與手持丈八蛇矛的张飞谈判，其实是一個有膽量的人物。
趙儼（字・伯然）
西涼進攻首次登場，誠實的性格，擔當軍事的角色。關中混亂後，防止關中軍閥再次復興。樊城攻防戰中，與徐晃一同指揮樊城救援。
何晏（字・平叔）
何進的孙子。在年幼的时候被曹家培育，與曹植是非常要好的朋友，互相以“植”、“晏”稱呼。懒惰游手好闲，稍凉的言行很多。身体弱經常服用五石散。妻子是曹操的女儿金鄉公主，婚前生下兒子。以“以毒攻毒”與曹操聯手對抗討厭的儒家思想。
郭淮（字・伯濟）
被派遣到夏侯淵的年輕軍師，用高超的計算能力輔助夏侯淵。夏侯淵死後，作總結而成長。曹操漢中撤退時，帶領100伏兵在漢中潛伏。及後僱用山賊，攪亂孟達和劉封向關羽補給的路線。

#### 主要武將
典韋
配音：小野健一（日）；林谷珍（台）
外號為“惡來”，頭部有像角一樣的東西突出，夏侯惇在旅途招募的時候選拔。剛出場的時候掛起牙門旗，與許褚角力不分勝負，擁有奇怪的巨力，使用武器為雙戟。以自己的武藝侍奉主公而自豪，在宛城受到張繡和賈詡的刺客胡車兒暗殺，兩人同歸於盡後壯烈完成最后的使命。
許褚（字・仲康）
配音：櫻井敏治（日）；林士程（台）
少有力氣，與典韋角力不分勝負，肥胖的巨漢。樸實、寡言、笨重的性格，說話緩慢的人物。年少的時候與曹操相遇，當時有個和尚曾向他說過日後要侍奉曹操。某一次，為撫養家人和朋友而入黑山賊，所以得“虎癡”的外號。及後與曹操再會，作為忠實勤奮的護衛，好幾次死守曹操。常把人物以動物來評價，他的觀察力被曹操評價為高貴，不明白為什麼曹操這樣評價他。
于禁（字・文則）
配音：田中正彥（日）；孫中台（台）
曹魏五子良將之一，首次登场是在青州與黄巾的战斗中，以前是一個俠客。原本是鮑信的部下，遵從他的遺志跟随曹操侍奉他。刚毅的性格，樊城之戰為了幫助友軍，而故作投降關羽，把關羽的軍隊糧食吃光為策略。
樂進（字・文謙）
配音：三宅健太（日）；林士程（台）
曹魏五子良將之一，身材雖然短小，但卻是有膽量和勇氣的將軍。當初是以士兵身份登場，但全身已經是疤痕，在練兵的時候被曹操選中。同時期的軍師荀攸從戰場對他也有所體會，進軍時候必定呼喊擬態詞，並一個人不斷地衝鋒。合肥之战時與凌統單挑，右腹部負傷，治療的時候受到瘟疫困擾而死。在病床上還是非常有鬥志，曹操拜訪的時候也非常感動。
張遼（字・文遠）
配音：安元洋貴（日）；于正昇（台）
曹魏五子良將之首，以探索武道的性格出场，最強拘泥的武人。以前在董卓陣營的時候，關羽和呂布在汜水關單挑時，被使用青龍偃月刀的關羽所感動。後來董卓被呂布殺死後轉到呂布的陣營，與關羽單挑時候敗北。然而曹操殺死呂布後為追求更強而成為曹操的部下。與郭嘉互相抱有敬意，在烏丸討伐戰與郭嘉發揮最大的作用，並且斬去北方蠻族首領蹋頓的右臂。一開始和關羽一樣使用青龍偃月刀作為武器，後期改用鉞（一種大型的斧）。合肥之战時以七千人抵擋孫權的十萬大軍，並持著鉞和劍單槍匹馬追襲孫權，完全壓倒所有吳將。以寡勝眾，率領八百鐵騎大破孫吳十萬大軍，甚至幾乎活捉孫權。經此一役，張遼威震敵國，聲名大噪，江東小孩子一聽張遼的威名嚇得不敢在夜裡哭了。心裡一直希望能再次與關羽對決，可惜關羽逝世而沒有實現。
李通（字・文達）
配音：小西克幸（日）；吳文民（台）
乳名為“萬億”。在敵陣中喜欢撕裂战，赤壁之战后病死。
徐晃（字・公明）
曹魏五子良將之一，像貓一樣的鬍子，爽快開朗的性格。保持著“只要不死就不會輸”這個信念，頭腦經常有規劃安全的退路路線，以“不會輸的徐晃”、“不敗神話”自稱。原本與夏侯惇討伐群雄和亂賊而樹立功績，在荊州與最強的關羽一對一決戰，使樊城救援成功。
李典（字・曼成）
官渡之戰中初登場，額頭有X字的傷疤。能說善辯的性格，鮮明的性格與張遼和樂進互相看不順眼。不希望作為武人戰死，而是希望作為文官而死。合肥戰鬥中，假扮張遼和甘寧單挑，並使用李典棍將甘寧的一小片左耳削下來並砍斷他背上的羽毛裝飾，在濡須口修築城砦的過程中，被前來想報仇的甘寧所殺。生前的願望，曹操遵照他的指示，以文官來埋葬。另外李典是一個發明家，像霹靂車、超大型石弩之類的攻城戰兵器和攻擊人的武器有李典棍、李典擲箭、李典斧等各種武器的開發，大部分的發明武器，在他死後都是徐晃使用。
張繡
配音：鈴木清信（日）；吳文民（台）
韓遂與邊章在西涼起兵造反，上司劉雋與麴勝作戰被殺，之後為了報仇一人提槍至麴勝軍營前並成功誅殺麴勝。此後跟隨族伯張濟為董卓效力。董卓死後，張濟因為進攻荊州牧劉表鎮守的南陽，中流矢戰死，不過卻得到劉表的接納，接管了張濟的軍隊佔據宛城與劉表聯合。此後，曹操率軍攻打宛城，依賈詡之計假裝舉眾投降。由於曹操好色，染指伯母—鄒氏而恨之。再依賈詡之計待曹操與鄒氏交歡時暗殺之，被其長子曹昂識破，侄曹安民與大將典韋先後被擊斃，曹昂遭到弓箭射殺瀕臨死亡的時候，把自己的馬給曹操逃走後死去。曹操軍被暫時驅逐出宛城地區，此後與曹操軍持續對抗，在官渡之戰前與賈詡一起投降曹操。之後在曹操手下參與過官渡等多次戰役，作戰豪放之男，軍事會議上皆有露臉，在長坂坡被趙雲殺死。
滿寵（字・伯寧）
赤壁之戰初登場，劉海的中心有一道疤。樊城的戰鬥中是曹仁的副將，和關平兩次渡河進行單挑，并稱讚關平的武勇不亞於那個血統。
龐悳（字・令明）
起初是马超的家臣。西凉之乱中與曹操军战斗。此後，與馬超離別自己留在漢中，曹操進城的時候投降。決心以自己西涼的武藝為意志，決意貫徹到底。在樊城之戰和關羽交戰，抽出弓箭射中關羽額頭，但在單挑的時候被關羽斬殺。
張郃（字・儁乂）
曹魏五子良將之一，原本是袁绍属下，在凉州之乱中首次登场。自己心中天赋的才能，一生都要不断的努力，屢次征戰的武將。汉中攻防战以来的不争气的战绩而懊悔，曹操失败是自己的經驗不足。
臧覇（字・宣高）
以前是以泰山為據點的軍閥，後跟隨呂布，與張遼在那時候認識。實際上角色是在後半時期才登場，呂蒙對他的“常山之蛇”兵法感嘆。

#### 曹操其他親屬
丁美湖
配音：遠藤綾（日）；楊凱凱（台）
曹操的未婚妻，後成為正室。因為不是過份坦率的性格，總是向曹操賭氣，曹昂死後而离婚。
曹安民
配音：松田佑貴（日）；林士程（台）
曹操的甥儿，與曹昂关系很好。在宛城受到張繡和賈詡的襲擊，與典韋一同战死在城內。
甄姚
曹丕的正室。原本是袁熙的妻子，比曹丕年長5岁。官渡之戰，被初次上阵的曹丕从城池陷落的袁家的城裡夺走。其实曹操也盯上她，后曹植同情她的命运，而被吸引。
曹騰（字・季興）
配音：野澤那智（日）；孫中台（台）
曹操的祖父，是高級宦官中常侍。為了接班人而讓曹嵩作為養子。以前是侍奉靈帝，不懼怯張讓的言論。和十常侍的作風不同，死後連反對宦官專橫、政治腐敗的清流派人士也來為他上香，甚至墓地連三公都不及他。
曹嵩（字・巨高）
配音： 家中宏（日）；林谷珍（台）
中常侍曹騰的養子，曹操的親生父親，被曹騰稱為柔和的人。對不知道曹操會做什麽事情而感到棘手，後曹操任兗州牧後，接曹嵩到兖州，途中被賊殺害。
曹叡（字・元仲）
曹丕和甄姚的兒子，曹操的孫子。初次登場時，曹操誤以為是自己的孩子「桃華」已經會走路了，眼角，耳垂和小指指甲被曹操形容和甄姚很神似。
曹泰
曹仁的長子。在樊城攻防戰初登場，其姿態和年輕的曹仁非常相似。
曹憲
曹操的女儿，與兩個妹妹曹節、曹華一同被選入宮服侍漢獻帝。三人被封為貴人。
曹節
曹操的女儿。曹丕的妹妹，曹憲之妹，曹華之姐。東漢末代皇帝漢獻帝劉協的次任皇后。
曹華
曹操的女儿。與兩個姐姐曹憲、曹節一同被選入宮服侍漢獻帝，但因為年紀太小，較兩位姐姐還要晚入宮，後封為貴人。
金鄉公主
曹操的女儿，和何晏是夫妻，婚前生下兒子。
白蓮
配音：百々麻子（日）；劉如蘋（台）
曹操的親生母親也是曹嵩的正妻。對年輕時的曹操對外奔放一直感到擔心，在另一方面也很信賴他。
環霖明
曹操的第五任妻子，當趙翠湍成為曹操的新側室時，帶有疑問雖然她的身材很豐滿，但白帛和純銀髮簪一點都不搭配，於是卞玲瓏回答她的問題，因為曹操身邊多半都是一些身分卑賤的人，他不在乎世人的眼光，內心就有自己的一把尺能衡量人才，過去卞玲瓏因為懷不上孩子，又對曹操納三妻四妾而感到很生氣，然後曹操吹奏音樂使她感受到他的意志，還成功懷孕並生下曹丕，這時才明白卞玲瓏敞開自己的心才能和曹操有所共鳴。為中国著名神童曹沖之親生母親。
趙翠湍
曹操遷入楓居的新側室，初次與卞玲瓏見面時，感受到她的美貌中帶有威嚴，並認定對方是自己最大的敵手，必須要有相當的演技和計謀才能得到曹操寵愛。

#### 其他文武官
毛玠（字・孝先）
頭髮蓬亂的小個子老人，考慮全新的屯田制而被荀彧提拔。說話比執筆的人快說明一切，經常把一堆竹簡放在曹操面前。
陳琳（字・孔璋）
配音：檜山修之（日）；吳文民（台）
建安七子之一，原本是袁紹的幕僚。官渡之戰前夕，向曹操發出宣戰報告，他的文才令曹操激昂且讚歎。袁家滅亡後受曹操邀請，曹操和曹植對他的到來評價為“新言詞的世界”。此後和曹植關係親密友好，在曹操選繼任者的時候推舉曹植。建安二十一年，曹植害怕安居後因為自己的才能墮落，所以發奮遠征中原，七子也跟隨一起出征，可惜因為疫病七子皆病而亡。
宋忠（字・仲子）
荆州儒者，官渡大战的時候，在刘表麾下。对加入袁、曹陣營保持中立的提議，但从反手也調停了两邊的人，因此被任命為使者。荊州投降後，與中原學士交流，發誓要悟出曹操時代的轉折點。
杜襲（字・子緒）
八方长的胡须特征，曹操军参谋。赤壁大战前夕，对慎重攻击孙权军的為中心登场的人物。赤壁后也是曹操和中央的参谋，建议各种各样的建議。
華歆（字・子魚）
曹操军参谋，原為孙策麾下。赤壁之戰前夕，对孙权军主战论者為中心登场的人物，與杜袭等人的慎重论对立。之后與杜袭一起登场比较多。原效力的孙策灭亡，對孫權的字“仲謀”與孫策的名字覺得有什麽關係。
蔡瑁（字・德珪）、張允
原本兩人是刘表手下的参谋，荆州投降后登场。投降兵把内情诉说給曹操，與异民族和贾詡交流，被经过的曹操引起懷疑。預感自己會重新開始，不過被前來访问的甘宁所殺。
荀顗（字・景倩）
荀彧的四子，極其認真的性格。加上儒家思想影響，對荀粲的評價像發霉的味道。
荀粲（字・奉倩）
荀彧的幼子，奔放的性格。深受庄子思想的影响，被儒学思想的否定。
王粲（字・仲宣）、應瑒（字・徳璉）、徐幹（字・偉長）、劉楨（字・公幹）
建安七子之一，建安二十一年，曹植害怕安居後因為自己的才能墮落，所以發奮遠征中原，七子也跟隨一起出征，可惜因為疫病七子皆病而亡。
賈逵（字・梁道）
西凉攻擊首次登场。头瘤大的特征。那个頭瘤被曹操認可為“激烈的憤怒”培育，突然任命为弘农郡的代理太守。
杜畿（字・伯侯）
西凉之亂時首次登场。曹操被以“难以下手的脸”嘲笑，二千石的郡為太守，一举肩负作为曹操军后勤。后勤专家和後面的戰役也是后方支援。另外，汉中攻防戰中粮為诱饵，成功引诱黄忠出来。
車冑
配音：逢阪力（日）；林谷珍（台）
曾經與吕布战斗，后為徐州刺史。打算抓捕背叛曹操的刘备，但被刘备斩殺。
劉延
配音：城山堅（日）；孫中台（台）
與袁绍战斗中，白马津的守将。因為暴露而被士气上升的顔良军的猛攻，後受到急趕的援军关羽和张辽成功抵抗下來。
鍾繇（字・元常）
西涼攻擊首次登場，很長耳朵的毛。這耳朵毛有感測器的反應，偶爾地向上。魏諷政變時，因為曾經推舉郭魏諷，魏諷滅亡之後，受此牽連被處罰。
魏諷（字・子京）
故事後期登场，强烈的眼力和极度卷曲的毛发為特征。在徐州屠城的時候生還，养父是曹操，婴儿的时候被少年时代的孔明賦予為煽动家的命运。獨特的“崇息”為思想不同，中央的士大夫逐漸增加附和。在樊城之戰中發動大規模政變，計劃卻在事前被發現。因此鎮壓後，被曹丕斬首。
崔琰（字・季珪）
儒家派的代表人物，對曹操的“才”和“德”是不可分的看法，司馬懿給予他很高的評價。對曹操現在的谄媚腐爛的儒家思想感到嘆息，打算恢復“儒”的驕傲和權威。抱著覺悟都要讓曹操對“儒”的認可，同時他因為推舉楊訓而被監禁，最後自己貫徹信念而向刑具痛打頭部自殺。
丁斐（字・文侯）
涼州之亂中初登場，罪名是收賄百餘件，其實他把那些錢全部用來購買牛馬，在全天下的十五萬官吏之中，只有他一個獨自擁有四千匹牛馬。
楊沛（字・孔渠）
涼州之亂中初登場，是個行事嚴謹的人。在徵收稅金的時候一絲不苟，觸怒到宮中的高官，才被誣陷下獄。
婁圭（字・子伯）
涼州之亂中初登場，曹操形容他是被漢朝厭惡的人，狂妄程度不下於賈詡。
徐奕（字・季才）
涼州之亂中初登場，東漢末官員，為人忠直，任命於曹操。
鄭渾（字・文公）
涼州之亂中初登場，東漢名儒鄭眾的曾孫。曹魏時期的官員，多次出任地方官員，穩定當地混亂的局勢和改善人民的生活。
涼茂（字・伯方）
少年时好学，议论事情常常引经据典，用以处理是非。
董昭（字・公仁）
建議曹操就任魏公的幕僚中心人物，職位令曹操企圖篡奪帝位相連，讓荀彧非常煩惱。
韋康（字・元将）
涼州刺史，涼州之乱後，與馬超建立和約，后被馬超反叛而殺死。
陳矯（字・季弼）
魏郡的治安责任人，向曹操报告被监禁的崔琰的情況。
吳質（字・季重），朱鑠（字・彦才），陳羣（字・長文）
與司馬懿同為曹丕的四友，曾經向曹操進言漢中撤退，被激怒的曹操以不能畏縮而完全拒絕。
宋度、王昭、王耽、張泉、劉偉
依附和支持魏諷叛變的人，宋忠的長子，王粲的長子、次子，張繡的長子，刘廙的弟弟。計劃被發現后鎮壓，最后皆被處決。
陳禕
依附和支持魏諷叛變的人，受到劉曄的拷問後招出魏諷叛變的計劃。
山隆
官渡之戰中初登场，光頭而且缺牙的外貌，手臂上還有刺青，在曹操軍中是一名平凡的士兵，在官渡之戰中光榮的戰死。
馮楷
夏侯淵討伐雷緒之戰中初登场。夏侯淵要他率領一百騎兵孤立敵軍左翼。
費瑶
涼州之乱中初登場。張郃的副将。眼睛細小。
路招
夏侯淵的部將，有著明顯的法令紋及怪異的笑容，漢中之戰時與夏侯淵聯合和張飛跟馬超兩人決鬥，但被馬超斬首。
徐商、呂建
樊城攻防戰中参戰的將領。兩人的身上有著旁人不敢恭維的體臭味，脖子長的是徐商，下巴長的是呂建。
殷署、朱蓋
樊城攻防戰中登場。為救援部隊的將領。依照徐晃的計策使殷署假扮夏侯惇、朱蓋則是假扮張遼。關羽軍西門包圍部隊趁大混乱中趁火打劫、之後兩人都被趙累斬殺。
朱靈（字・文博）
初次登場，是曹操攻打袁術時被命令監視同行的劉備。涼州進攻時候，軍計非常好，但殘忍的性格而被其他人所厭惡。
牛金
樊城攻防戰中登場，曹仁的副將。額頭上有一個大大的一字疤痕，不聽曹仁的勸阻與關羽單挑，最后被關羽斬成兩邊。
成公何
樊城攻防战作為于禁的部下登场，成公英的弟弟，與龐悳对峙关羽一起战死。
雜誌刊登的名字為成何。
汎
身材豐滿、巾幗不讓鬚眉的女中豪傑。年幼時作為青州黃巾黨，教組張角視她為下任接班人而讓渠師教導他要熟讀太平道經典，但她自己卻想要鍛鍊武藝，將來帶領士兵創造中黃太乙的世界。剛出場時將冒犯中黃太乙的男人斬首，然後再去見曹操，兩人對話中理解中黃太乙的目的不是戰爭，而是要成為生養大地的農民。每場戰爭中率領青州兵有活躍的表現。

#### 北部尉時代
辛
配音：茶風林（日）；孫中台（台）
初登場是曹操在洛陽任職北部尉隊長時成為他的書記官。被曹操評價“稱職的好部下”。黃巾之亂後就沒有繼續再登場。
陶
曹操在洛陽任職北部尉隊長時的部下。
李
曹操在洛陽任職北部尉隊長時的部下。曹操被任命為冀州頓丘縣令就往新任地整地出發、接任北部尉隊長王忠是個溫厚有能之士、被曹操派去向他提起五彩棒的封印並取的信任，當有不懂判決時再去找曹操。
宋鎰
配音：掛川裕彥（日）；林士程（台）
初登場是擔任洛陽北門守備隊長。長相不好。曹操在洛陽任職北部尉隊長時放任三名同僚不守規矩，受到制裁後成為他的副官才對他心服口服。黃巾之亂後就沒有繼續再登場。但在曹操與韓遂回憶年輕的時候有短暫出場。
張奐（字・然明）
配音：福田信昭（日）；林谷珍（台）
使用雙飛斧的名將。曾經因為遭到十常侍的陷害而錯殺忠臣陳蕃，因此辭官隱居。後來曹操找到他並向他詢問“黨錮之禍”的真相，本來打算自殺來展現自己的英雄氣概以彌補錯殺陳蕃的罪過，後成為曹操年輕時軍隊的將領。黃巾之亂時，襲擊黃巾軍供應軍隊糧餉的城砦並且和張曼成單挑時戰死。

### 蜀漢

#### 劉備兄弟家屬
劉備（字・玄徳）
配音：關智一（日）；于正昇（台）
非常長的手臂和大大的耳朵，自稱“幽州的北斗星”和“天下容器”；第一稱為“我”，關羽和張飛以“長兄”稱呼。初次登場，白天賣草鞋，夜晚化作俠義幫助平民，“鬼囊團”的頭目。與關羽、張飛結拜以赤手空拳打天下，擅長二刀流。豪情和俠義吸引了許多人，無底線的器量，戰爭作戰差，但第六感強的人。危機來到時經常丟棄自尊心，但最后同克服重重困難確認自己的器量。他没有高超的武艺、没有过人的兵法计谋、没有曹操那样的才能与霸气，他有的只是自己本身。关羽询问刘备打算如何取得天下时，刘备坦然地回答自己不知道，但他又说自己乃是天下之器，希望靠自己本身来承载天下的一切，让自己能够尽情享受自己喜欢的一切——金钱、美色、权势以及天下万民尽显欢颜。本身空空如也，却又仿佛无限广阔的宇宙，能够包容天下万物。所以不论他经历多少次失败，人们却永远不会抛弃他，曹操心中的苍天是自己，而刘备心中的苍天却是除自己以外的一切。將曹操和自己，比喻成項羽和劉邦。
關羽（字・雲長，本字・長生）
配音：諸角憲一（日）；吳文民（台）
蜀漢五虎將之首兼三傑之一。擁有美髯，使用青龍偃月刀，充滿義氣學識、俠義和理智的豪傑，帶有紅色的皮膚。自稱“俠義的積雨雲”，以“美髯團”的俠義集團頭目登場。遇到年輕的劉備被他對人民的思想而打動，與張飛一起結義。劉備稱呼他為“關老弟”、張飛稱呼他為“雲長兄”。作為武者，在汜水關和呂布交鋒角力不分勝負，曾經為了保護劉備家屬而投降於曹操，並且在白馬之戰時斬殺袁紹一員大將顏良於萬軍之中，袁軍將領無人能擋。不論敵人或者曹操對他的評價都很高。作品中最強的武將，武人的才華連曹操都驚嘆不已，是整部作品的靈魂人物。晚年，被託付于荊州，劉備即位漢中王後開始北伐。樊城之戰的時候，武力到達高峰。在北伐曹魏時，打得曹軍水淹七軍、于禁投降、斬龐悳、曹仁準備棄城以及曹操考慮遷都。於是曹魏前後增到十二營軍力，結合魏吳兩國菁英來個全國總動員打關羽。麥城之戰中，被孫吳大軍完全包圍而全軍覆沒，陷入四面楚歌的場面，無法繼續實現復興漢朝的夢想而戰死，之後孫權砍下頭顱并丟給曹操。曹操收到頭顱後找祭靜為他祭祀，并為關羽建立雕像，曹操將其封為“義武聖君”。此後中國百姓陸續為關羽建立廟宇，還被尊稱為關帝，集結百姓的信仰於一身。應驗了太平道教祖張角的預言，成為日後人人都信仰、崇拜的神明，傳播整個中華文化甚至到全世界。
張飛（字・益徳）
配音：關貴昭（日）；林谷珍（台）
蜀漢五虎將兼三傑之一。留著虎的鬍子，使用丈八蛇矛，威猛卻沒有學識、粗暴、好酒的滿懷豪俠的豪傑，自稱“俠義的雷動”。根據正史字“益德”，劉備和關羽称呼其字，之前敵對關係後成為結拜兄弟。以前關羽曾經投降於曹操心裡非常不悅，甚至在劉表的宴會中當眾人的面往關羽的臉上打一拳，後來意識到關羽有心回到劉備的身邊便原諒了他。長坂坡之戰中展示了天下無雙的武藝，還和曹操在長坂橋上打啞謎。在漢中之戰時，斬下曹洪的左臂。許褚評價他為“野豬”。
糜龜研
刘备的妻室，嘴角黑痣，乌龟的脸貌。大方刚强的性格，刘备有什么烦恼的时候，经常抱着她，刘备稱她為“小龜”。長坂的戰鬥中，马车破碎，為保護阿斗而重伤去世。
甘夫人
劉備的妻室，劉禪的母親。長坂戰鬥中糜亀研同一台馬車，但最後被劉冀和趙雲救出，赤壁之戰後去世。
劉冀（字・公徳）
配音：松本幸（日）；劉如蘋（台）
劉備的長子，劉備在徐州的時候出生。幼時以儒家思想說話，嚮往父親劉備為漢而強大。曹操進攻徐州的時候，與關羽等人依賴曹操麾下生活。長坂坡之戰的時候，中箭而死。
劉禪（字・公嗣，乳名・阿斗）
刘备的兒子（三子），母亲是甘夫人。初次登场是劉備投靠劉表的時候，在長坂坡戰鬥中受趙雲保護而殺出重圍，是個聪明开朗的少年，仰慕孫燁夏。
劉封
刘备的养子，故事後期，關羽出兵的時候登场，與孟達一起到上庸城防守。關羽請求援軍的時候，孟達以慎重來責備他性急的性格。
關平（字・坦之）
關羽的長子。長大後的關平，正式登場是在故事後期，幼年期的關平在長阪的戰鬥中登場。不長不短的鬍鬚，與關羽的性格差不多的年輕人。雖然満寵對他的武藝才華稱讚驚訝，但其實幾乎沒有實戰經驗。另一方面，過度古式重視禮節等，缺乏合理性的思想，在吳的討伐戰中被陸遜殺死。

#### 臣子
趙雲（字・子龍）
配音：森川智之（日）；林士程（台）
蜀漢五虎將之一，冷靜美型、眉毛粗的美男子形象。首次登場在公孫瓚陣營參加進攻袁紹陣營，單騎穿過袁紹軍，使用三尖兩刃刀一擊斬殺麴義。在母親去世期間，曾經一度失明，當再次重遇劉備後眼睛再次張開。作為武者或者軍隊將領，都是非常強大，華麗的武藝和精湛的騎術經常在戰場上閃耀，許褚評價他為“黃蜂”。
諸葛亮（字・孔明）
配音：平田廣明（日）；李世揚（台）
蜀漢三傑之首，號“臥龍”，初次登场时是神秘的少年，對曹操的霸业感兴趣的。十年后再登场的时候，擁有重瞳，身體甚至比筋骨肌肉发达的张飞還要高大並自稱“正與奇”。在幻想世界中，能夠出魂眺望，并居住在世外桃源般的地方。初次與劉備見面用色情的語句來比喻天下三分之計，在夢中與曹操互相吸引。赤壁之戰後，金色頭髮變成黑髮、瞳孔合而為一，外表和性格變得沉穩，成為能幹有實績的官吏。法正死後讓劉備即位漢中王，利用劉備的聲望和關羽的大名對曹操發動北伐的策略。
曹豹
配音：室園丈裕（日）；林谷珍（台）
原是陶謙的部下，陶謙的遺言把徐州轉給刘备後是其部下。向張飛忠谏的时候，反過來被激动的張飛勒死。
徐庶（字・元直）
光頭且臉上滿布傷痕為外貌，按照自己的“心”為生存的信條。長坂戰鬥中，代替錯亂動兵的劉備，而被曹操軍捕獲。此後，在曹操軍的陣營中，悟出自己存在的理由。
周虎
長坂的戰鬥中登場，稱呼張飛為“益徳哥哥”。滿身瘡痍，與劉冀中箭而死。
馬良（字・季常）
赤壁之戰後在孫劉締盟的会谈中登场，馬謖的兄長，擁有白色的眉毛，声音非常小。
麋竺（字・子仲）
糜龜研的哥哥，赤壁之戰後在孫劉締盟的会谈中登场。烏龜的脸，在徐州的時候已經跟隨劉備。
殷觀（字・孔休）
原本是刘表的臣子，赤壁之戰後在孫劉締盟的会谈中登场。強硬地主張返還荊州，被刘备大喝。
馬超（字・孟起）
蜀漢五虎將之一，凶猛高傲的武将，馬騰的兒子，使用虎頭湛金槍（被許褚毀壞）。少年时期目睹董卓和吕布破壞漢朝建立新國家為目標，异常理想高的性格。曹操控制漢朝作為盟主鎮壓叛亂，在西涼動亂中单骑把曹操追逼，在逆击的時候也失去許多伙伴。撤退的时候，因為自己优先崇高的心裡，而與龐悳诀别。失意彷徨中的到达了刘备那裡并與他接觸，恢復人的心。從此以后是為了刘备的梦想而展示武藝，與許褚和張飛爭鋒角力毫不遜色，许褚评价他為“鷹”。
馬岱（字・伯瞻）
马超的表弟，凉州的乱中首次登场。相比马超和龐悳來說比較理性。稱马超為“孟起殿”。凉州動亂中，马玩牺牲後與龐悳一起拯救被困的马超，之後也跟隨馬超，有時候分開行動。但是，在刘备進攻汉中时在不知不觉间服侍刘备，也是一軍的將領。
龐統（字・士元）
無賴的美男子，號“鳳雛”，冷靜透徹使用權術的人，左腕有小小的暗器。長坂坡後在曹操和荀彧、馬良在孫劉締盟的對話中出現，但實際是在劉備進攻蜀前後登場。簡陋的衣著和傲慢的言行，劉備對他發言都會膽怯，但心服劉備。在進攻雒城的戰鬥中中箭受傷，向劉備作進言後斷氣。
馬謖（字・幼常）
兄長為馬良，伶俐的青年，蜀進攻戰的時候登場。受諸葛亮的問話，說明劉備的漢中王的意思。
法正（字・孝直）
原是刘璋的属下，不过，與孟達们一起策划投身刘备，劝蜀投降同时也是那裡的军师。智慧和軍事策略与諸葛亮展开鲜明的对比，房间有龐大的信。定军山之戰，虽然是无名軍師，但是充分地发挥他的實力。不过，繁瑣的任务令他流血病倒，脱离戰場，第二年死去。
孟達（字・子度）
曾經是劉璋手下，後與法正投向劉備。樊城之戰關羽請求救兵後，被郭淮的遊擊部分捉弄。
簡雍（字・憲和）
鬼囊的時候已經跟隨劉備，初次登場是對蜀的進攻。樂觀性格可以和劉備商量的人，充心勸劉璋投降。
黄忠（字・漢升）
蜀漢五虎將兼三老將之一，刘备的攻蜀的时候初登場，作為麾下的將軍登場，擅長使用弓箭。漢中之戰接受法正的命令，之後在定軍山諸葛亮帶領弓箭兵射傷夏侯淵。討伐與劉備對峙的夏侯淵，但反而受傷。儘管命令留待療養身體，但繼續戰鬥把曹操的陷阱皆破壞。
魏延 （字・文长）
刘备的攻蜀的时候初登場，與黄忠一起首次登场，土佐語言。本為部曲，在戰場上活躍而受到提拔，是戰場上的猛將。蜀漢中後期重要將領，作戰英勇、有勇有謀、屢立戰功，深得劉備信任。
卓膺
刘备的攻蜀的时候初登場，是庞统的部下，在攻擊雒城的战斗中受到襲擊而死。
李恢（字・徳昂）
刘备的攻蜀的时候初登場，與法正同是劉備的幕僚。
嚴顏（字・希伯）
蜀漢三老將之一，原是劉璋麾下的老將，在漢中爭奪戰中初登場。
陳式
在漢中爭奪戰中初登場，臉上有巨大斜著的傷痕。
雷銅、吳蘭
在漢中爭奪戰中初登場。雷銅無論容貌和性格都與張飛相似，吳蘭則與關羽相似。戲劇化的是雷銅平時粗暴，戰場上謹慎而有計謀，而吳蘭平時沉著，但戰場上魯莽卻不擅長計謀。劉備沒有派援兵，二人上下夾擊曹洪，吳蘭被打至山崖，雷銅不敵被殺。
廖化（字・元儉）
蜀漢三老將之一，本名廖淳。在漢中爭奪戰中初登場，原本是俠客。樊城攻防战中，关羽知道吕蒙占据了荆州南郡，而展開三天三夜的逃亡。但是，被孫皎抢先用虎燕拳打倒。
張翼（字・伯恭）
在漢中爭奪戰中初登場，眼睫毛长，鬢角的头发在后面雜亂。
趙累
樊城攻防战时候，作為关羽军的都督登场，平凡的姿容，但对战局冷静正确判断，對吴的奇袭非常气愤。因為和关羽以前就熟识，所以有巨大的信賴。安排關羽軍的糧草，混战当中只顧關平被陸遜殺害，而自己也被敌军士兵所杀，幻想關平将来的样子慢慢死去。
孫狼
呼應樊城的關羽而支援，手拿別人的首級要求司馬懿讓他加入部隊。
王甫（字・國山）
樊城攻防战初登场，自己留守後方，發誓一直守护。荆州被吕蒙襲來，同時擔心关羽和赵累，所以作為援军向關羽的地方進發。

### 吳

#### 孫氏家族
孫堅（字・文台）
配音：相澤正輝（日）；孫中台（台）
碧眼西洋人的外貌特徵，故事被稱呼為“帝王”。雖然被稱為“江東之虎”的猛將，但和曹操追求事物的形勢不同，與曹操彼此認同互相能擔任天下的人。最先到達洛陽掌握王的風格和資格，曾因為夏侯惇斬殺華雄而欣賞他的勇猛邀請加入自己麾下，可是與劉表交戰中，遭黃祖部下狙擊而死。
孫策（字・伯符）
配音：松風雅也（日）；李世揚（台）
孙坚的长子，辫子特征。豪迈且彪悍性格，故事中被稱呼為“霸王”。江南平定战中，热烈受平民欢迎，但另一方面，因為大量攻击一方勢力而受到怨嗟。被刺客追杀，打算开始進攻向中原推進的曹操军队的时候，受到毒箭射傷，忍耐劇毒繼續进军，但不能够承受而壮烈牺牲。
孫權（字・仲謀）
配音：洞內愛（日）；劉如蘋（台）
孫堅的次子，“仁之虎”稱呼，有各種各樣野獸的特質，以“我”為第一人稱。少年時期天真無邪，孫策和周瑜早在他身上找到繼承的容量。孫策死後毫無精神，總是反複自問。赤壁之戰與劉備、曹操會面，合肥之戰和關羽討伐戰作為王而成長。雖然和曹操互相猜忌，但也像父母和子女一樣，互相抱著對手來競爭。
孫燁夏
孫堅的女兒，被描繪為強勢的女性角色。政治婚姻上嫁給劉備，但實際上對劉備的器量而傾慕。
大喬
孫策的妻子，小喬的姐姐。赤壁之戰之際，周瑜抵郡，給周瑜提出建議，擅長古琴。
小喬
周瑜的妻子，大喬的妹妹，擅長笛子。
孫紹
孙策的孩子，孙策進軍许都前登场。
孫皎（字・叔郎）
孫權的從弟，酒席間與甘寧交織時登場，擅長獨特的武技。與關羽一對一單挑，被關羽斬殺。

#### 家臣
黃蓋（字・公覆）
配音：奈良徹（日）；林谷珍（台）
江東十二虎臣之一，前半部分，與韓当、程普一起介紹。赤壁前半场的奇袭中，毫不留情射杀投降的曹操军士兵。
程普（字・德謀）
配音：森訓久（日）；林士程（台）
江東十二虎臣之首，與黃蓋、韓当一样，没有明显的出场，在赤壁最老的作为将领显示威名，屡次追问周瑜。程普、鲁肃相继去世时，孙权聽見后越咬紧嘴唇至血流，孫權軍大小等前來拜访。
韓當（字・義公）
配音：藤真秀（日）；林士程（台）
江東十二虎臣之一，與黃蓋、程普同為效力孫堅的武將，像張飛差不多的激烈樣貌，留著虎一樣的胡子。
祖茂（字・大榮）
配音：西嶋陽一（日）；李世揚（台）
孙坚麾下的武将，與華雄戰鬥時，以红色头巾化作孫堅作诱饵。
周瑜（字・公瑾）
配音：遊佐浩二（日）；于正昇（台）
吳軍四大都督之首，孫策的結拜兄弟，孫堅曾經開玩笑“孫堅總有一天被周瑜挾持”。孫堅時代以快活的少年登場，孫策時代再次登場，智略和禮節出色的美貌青年，許都之時偷偷潛入與荀彧相見。赤壁的時候一人支撐孫堅和孫策的霸業，身體漸漸被重擔負累。此後，孫權以王繼承孫堅和孫策的精神和意志，周瑜遺表指明魯肅為後繼者而病死。
張昭（字・子布）
二張的其中一人，長著像仙人一樣的頭部為特徵，故事後期不斷地變長。像父親一樣嚴厲地忠告和申訴年輕好戰的孫權。
張紘（字・子綱）
二張的其中一人，長著像仙人一樣的頭部為特徵，故事後期不斷地逆向變長。孫權陣營的重臣，與張昭的職務不同。
太史慈（字・子義）
劉繇逃跑後留下揚州曲阿城的武將，與孫策一對一對決後加入。統帥力高及毫不留情的性格，獲得士兵的信賴。登場的時候非常有衝勁，不過此後在不整齊的吳將裡很少有描寫到。
魯肅（字・子敬）
吳軍四大都督之一，鬢角有卷髮的特點。曹操的宣戰後吳陣營眾人懼怕，魯肅痛快淋漓罵吳陣營的人，外表也非常放蕩，從而得到周瑜的信賴。另外，一眼看出劉備是“天下的容器”，聯合劉備和孫吳，之後病死。
呂範（字・子衡）
孙权麾下的武将。首次登场的时候，是赤壁大战前夕，與文官们对曹操同盟论唱反调，跟張昭、张紘等人对立。赤壁後與張昭等反對與劉備締盟，是“反劉備締盟的三人”，被周瑜為聯盟作出的事而感動落淚，同時對留下的吳地怎樣處置而向孫權進言。
諸葛瑾（字・子瑜）
诸葛亮的哥哥。一看人像驴子般的相貌，找不到與弟弟诸葛亮外表上相同的地方。
甘寧（字・興霸）
八頭獸之首兼江東十二虎臣之一，赤壁之戰前被孫權提拔。原本是河賊首領，野雞為背飾服裝，採用有鉤的劍，擅長暗殺和奇襲。赤壁之戰時先斬殺蔡瑁和張允，還砍傷許褚的腹部。不只一次使用戰略讓曹操迫在眉睫，有時被阻止而無法隨心所欲行動。合肥之戰時與假扮張遼的李典戰鬥，很輕易地避開李典的攻擊，他一心想取下張遼的首級，在小師橋上聯合凌統、呂蒙和蔣欽仍然擋不住張遼猛烈的攻勢。為了報合肥之戰的仇便在兩手背裝上劍並率領百名士兵掠襲曹營的馬的時候，發揮相當大的作用。
周泰（字・幼平）
八頭獸兼江東十二虎臣之一，身材小但健壮的体格；沉默寡言的武人，大斧头作为武器使用。
蒋欽（字・公奕）
八頭獸兼江東十二虎臣之一，前額兩邊的劉海，頭上的有兩個三角形的頭髮，後面紮著辮子。江南第一弓箭手，使用有特色的大型弓箭。合肥之戰的時候，正面射擊突襲的張遼，但被張遼輕易擋下，肩膀還被砍傷。關羽討伐戰中，繼續磨練武藝向關羽挑戰，與阿獞合作和關羽戰鬥一同被青龍偃月刀刺死。
徐盛（字・文嚮）
八頭獸兼江東十二虎臣之一，積蓄白鬍鬚的老人。赤壁之戰時自己登上船在敵陣正中觸礁，擁有可以持續作戰到黃昏的大膽性格。
陳武（字・子烈）
八頭兽兼江東十二虎臣之一，下巴破碎的大个子脸，武器是投槍。和吾粲是老关系，合肥之战中想保护孙权被张辽砍死。
潘璋（字・文珪）
八頭獸兼江東十二虎臣之一，外表性格溫厚，不過他帶領的部隊都是惡棍軍隊，自己曾經也是惡棍的性格，戰鬥中必有僱用其他地方的軍隊。關羽的戰鬥中，忍受不住自己軍隊的士兵相繼被殺的情景，自己單獨跑去面對關羽。參與討伐關羽的戰爭中順利將他包圍，並且讓孫權成功砍下關羽的頭顱。
凌統（字・公績）
八頭獸兼江東十二虎臣之一，紅色頭髮，編織前髮為劉海的特徵。合肥之戰的時候，與樂進和張遼單挑時額頭和背部受重傷。正史記載甘寧殺死其父凌操，因此經常仇怨甘寧，當甘寧帶領百人成功掠襲曹營的馬的時候，咬著牙齒，好幾次描寫瞪著甘寧。
呂蒙（字・子明）
八頭獸兼吳軍四大都督之一，額頭豎著三條疤痕。不擅長用頭腦，因而被稱作“吴下阿蒙”，但興奮的時候會一次考慮三件事，有時候會流鼻血而暈倒。周瑜死後，忽然發奮努力學習謀略，造就日後成為孫吳的司令官。本人很在意被朋友看成貧窮的人，在重病的時候擔任總指揮，完成討伐關羽的戰爭還順利將他包圍，並且讓孫權成功砍下關羽的頭顱。但在不久之後病死。
吾粲（字・孔休）
赤壁之战时首次登场，負責分析曹操军的阵容，火计进攻的相關设计；赤壁之战后輔助吕蒙的智略。
朱然（字・義封）
名門出生，本名施然，合肥作战时首次登场，呂蒙把剩下的局面交給他；此后參與討伐关羽决战。
虞翻（字・仲翔）
孙权军的幕僚，为合肥之战登场，眼神坏坏。看到复述兵书的吕蒙而感到欽佩。
顧雍（字・元歎）
孙权军参谋。细小的眼睛好性情的老人，故事后半期與張昭一起比較多。
陸遜（字・伯言）
吳軍四大都督之一，故事最後才登場，名門出身的美男子，本名陸議，軍事和武藝也非常優秀。大督呂蒙利用還默默無聞的他而推舉，認為荊州是隱藏的玉石而參陣討伐關羽。攻陷公安和江陵，並斬殺關平。參與討伐關羽的戰爭中順利將他包圍，並且讓孫權成功砍下關羽的頭顱。
士仁（字・君義）
原是關羽部下，公安城的守将。荆州战中看破吕蒙的伪装，但是指出關羽無理的事實，之后向陆逊带领的大军投降。
阿獞
外表像野人，喜歡生吃馬頭；害怕丁奉以外的人，某种程度上言語不解也不能说话。預料丁奉會與關羽對峙而跟隨参加討伐關羽，與丁奉等人奏乐并一起唱歌。被称为阿獞，但本名不明。討伐關羽的戰爭中與蔣欽一起被青龍偃月刀刺死，但仍然豁出生命捕获关羽並咬住他的右肩不放，死后得到孙权的奖赏，同时給予“馬忠”的名字。
丁奉（字・承淵）
江東十二虎臣之一，擅長笛子，團子的頭目，像女性一樣的樣貌和打扮的男人。潘璋手下士兵，潘璋惡棍兵團的一人。拉幫結夥，為一攫千金為目標而參與討伐關羽，阿獞預料到他會和關羽對峙。參與討伐關羽的戰爭中順利將他包圍，並且讓孫權成功砍下關羽的頭顱。
駱統（字・公绪）
佔領了夷陵的陆逊，把之后的事都交給他，跟隨陆逊討伐關羽。
潘濬（字・承明）
關羽討伐戰登場，原是關羽麾下。受到呂蒙的感動而投降，到麥城勸關羽投降，但關羽沒有答應。
黥赤
孫皎的部下，刺青的臉部。與孫皎同時登場，試圖與孫皎钳形夾攻關羽，但被關羽斬额而战死。

### 東漢朝廷

#### 皇族
劉宏
配音：佐佐木望（日）；于正昇（台）
東漢第十二代皇帝，名符其實的昏君，是個無能又完全沒有身為皇帝威信的人。因自己的私慾而售賣官職導致後來的“黨錮之禍”及十常侍掌權使得漢朝逐漸敗壞，臥病在床時指名劉協為繼承人，但被何皇后（何太后）干擾，之後駕崩，諡號為靈帝。
劉辯
配音：洞內愛（日）；劉如蘋（台）
東漢第十三代皇帝，即漢少帝。為漢靈帝劉宏的兒子，漢獻帝劉協同父異母的哥哥，母親是何皇后（何太后）。登場於劉宏被何皇后悶殺之際的旁白介紹，時年十四歲，與其九歲的異母弟劉協間，無論才能、氣度均有天壤之別。其父靈帝死後，雖由何進等人擁立為帝，然而在靈帝靈柩前的登基大典上即便身穿皇帝服飾，所展露的面目依舊比被稱為昏君的先帝還要呆滯，加上攝政的外戚因素，幾乎等同宣告漢朝命脈的斷絕。宮變時他與陳留王一同被張讓劫持出宮，不明事理的他只能不斷地在年紀比他小五歲的弟弟，劉協的握手安慰中流淚顫抖。張讓等人被董卓殘殺後，他和劉協在董卓尾隨護駕中回宮，期間明明百官與宮女夾道歡呼，然而相比已徹底回復冷靜而雍容自得的劉協，其依舊泣不可抑，一路哭到撲進何太后懷裡喊娘，絲毫無帝王該有的威儀。面對持續審視他們母子的董卓，他更是直接被一個眼神嚇到嚎啕大哭，長呼可怕。甚至連原本在安撫他的母親何太后，和董卓商議完後都沒再打理他，明明身為當今皇帝，卻一個勁地看著引領董卓的何太后遠去背影不斷哭泣，可悲的是連他最後憑倚的母親何太后都無法通過董卓的審察，而在溝合中被草草殺害。而他也在這兩個身影交疊期間被連帶決定了命運，只能伴隨其母何太后的死訊，在被董卓召集的官員口中傳述。動畫版在劉宏靈柩前的登基儀式登場，與漫畫中如同背景般的呈現方式不同，開頭即有他憨厚笑容的特寫待遇，服飾省略到近似文官，最後也是緊接著被折首殺害的何太后，在旁白直述中提到其被廢除皇位，以他無生息的倒地姿態暗示其遭到毒殺。
劉協（字・伯和）
配音：宮下榮志 /（幼年）矢口アサミ（日）；于正昇 /（幼年）劉如蘋（台）
漢靈帝劉宏的兒子，漢少帝劉辯的庶弟，母親是美人王榮（五官中郎將王苞的孫女）。因漢靈帝何皇后性強忌威懾後宮，王榮剛懷孕時害怕，服藥欲墮胎，而胎安不動，又數次夢到肩負著太陽行走，是為吉兆。劉協出生後，母親王榮即被何太后毒殺，由祖母董太后撫養。宦官被誅時，他和少帝被宦官張讓綁架，遇到董卓。董卓見少帝語無倫次，認為少帝無能，在見過何太后後認為何太后和少帝同樣無能，遂把二人殺死。董卓死後，原部下李傕、郭汜等攻陷長安，殺死大批大臣，再次挾持獻帝。後來李郭二人內訌戰鬥，獻帝與一批朝臣逃離長安。漢獻帝與朝臣歷經一年才到達舊都洛陽。不過洛陽早經董卓撤離時焚燒，宮室盡毀，百官披荊棘藏身斷壁之間，更加糧草斷絕。曹操從洛陽迎劉協到許縣，稱許昌，成為一位毫無實權的傀儡皇帝。宮中的守衛和侍從都是曹操的人。大臣董承連同與王子服等人謀劃對付曹操，因而請獻帝下詔給劉備暗殺曹操，結果董承與王子服等人被曹操所殺，劉備逃回徐州。曹操死後，獻帝被曹丕提出要求禪讓皇位，獻帝將帝位在繁陽的受禪臺之上禪讓給曹丕，東漢滅亡。
亶公
配音：牛山茂（日）；吳文民（台）
汉桓帝刘志的弟弟，十常侍的蹇碩想利用皇族去實行他的奸計陷害北部尉曹操。但機智的曹操早已知道事情的真相使其奸計沒有得逞，並且協助曹操在端午節宴會中的餘興節目上奏給漢靈帝劉宏，揭發“黨錮之禍”的真相及十常侍的惡行，之後曹操被調到冀州任命為頓丘縣令時，派張奐以武術指導的名義保護他的人身安全不受十常侍的迫害。

#### 外戚
何太后
配音：渡邊美佐（日）；魏晶琦（台）
漢靈帝劉宏的皇后，大將軍何進之妹，少帝劉辯生母。於189年劉宏在嘉德殿臥病在床時初登場，藉探病向劉宏陳述未立嗣之弊害，試圖說服其立親生兒子劉辯為後繼者來穩定皇帝無法理政的局勢，然而當劉宏口想將皇位託付給劉協時，她卻直接敞開衣襟，裝作沒聽到用右胸將其悶殺。面對再無動靜的龍床，她淡淡飄下要皇帝再加考慮的空話後，整理衣衫轉身而出，於此天象恰逢日蝕，百官均稱為不祥之兆。而後，在大將軍領著袁紹的五千士兵及百官的簇擁下，她在靈帝的靈柩前成功促成其子劉辯的登基儀式，卻也在她兒子那比被稱之為昏君的先帝還要愚昧的姿容，及大將軍何進的輔政下，暗自敲響漢朝的喪鐘。在正式成為太后之後，她以宮內已局勢平穩，需要宦官來協助新帝掌握更多的權勢為由，並讓獻出蹇碩首級的張讓等宦官向何進推脫責任與效忠示弱，對主張剷除宦官的何進展現拒絕的態度。然而從她與張讓間的眼神流轉，卻透露她已暗中和何進對立面的宦官勢力聯手，對提出不相信僅有蹇碩與董太后要推翻外戚勢力的何進，何太后淡然地認為她兒子劉辯即位的現下，她們何氏一族已無所畏懼，令何進啞口無言。面對干涉政事封姪子董重為驃騎將軍的董太皇太后，她在酒宴中泰然地以前朝呂后干政致使呂氏一族覆滅為例勸說董后收手，而朝廷上雙方對峙看似激盪，卻也在董后被送往河間以棺槨的形式抬回後草草結束。認為又是毒殺事件的宦官們於何太后與何進一再密會下心生畏懼，使張讓決心斷絕她對外的聯絡途徑，以其名義召何進入宮。在何進被宦官暗殺的宮變後，她對回宮痛哭中的劉辯，展現為母的擔憂動容一面，淚流滿面的她在劉協的介紹下明白了董卓的護駕功績，然而對於口頭致謝毫不動容的董卓，有別於驚懼其威勢的劉辯，暗冒冷汗的她尋問董卓所求為何，得到董卓用目光選擇的答案後，遭到直視自認瞭悟其意的何太后會意一笑，不再管哭泣中的劉辯很乾脆地站直身子，轉身讓董卓依其所選隨她而去。少頃深宮淋漓素影與另一道交疊，歡愛中的她稱頌董卓之餘，脫口透露要其代替已死的兄長何進成為大將軍的打算，無意間觸動房事中依舊持續冷眼審視她的董卓，似乎斷定她野心有餘，卻無度勢之智，也可能從西涼行軍下軍令禁止女色後，見面起打從一開始就只打算用眼前的何太后宣洩，於是直言要她安心，她兒子很快將隨她同去，隨即伸手輕拂沉浸歡慾中的何太后，很隨性地單手將她頸骨折斷殺害了。動畫版於公元189年靈帝駕崩後的劉辯登基儀式登場，形象與服飾近似漫畫版的簡化，省略了後宮內部鬥爭情節，再次登場於董卓護駕回宮，論賞時，面對不同漫畫冷眼而變成淫邪笑意的董卓，她似乎也沒那麼乾脆，而是震驚須臾，深吸一口氣後輕笑讓董卓隨其同去，省略了歡愛的情節，改以董卓拉開她衣襟搓揉其右胸，在旁白的陳述中，同樣以右手單手折斷她頸骨將之殺害。
何進（字・遂高）
配音：寶龜克壽（日）；于正昇（台）
被朝廷任命為大將軍，何晏的祖父，何太后之兄長。貧民出身，由於送妹妹何氏入後供並受到靈帝重用。直到何氏當上皇后作為兄長的他手握大權、一手遮天，最後被張讓騙到宮中殺害並梟首示眾。
董太后
漢靈帝劉宏的母親，對於何氏兄妹一心想掌控大權而不滿。
董承
配音：鹽屋浩三（日）；孫中台（台）
董太后之侄，策畫劉備在獻帝與曹操欣賞劍舞時前來刺殺曹操的主謀，為了要陷害曹操而偽造詔書，後來被逮捕下獄並誅三族。漢獻帝的妃子董貴人及重臣七百餘人遭到處決。
伏壽
配音：なかの美穂（日）；劉如蘋（台）
汉献帝皇后，伏德之妹。徐州琅邪郡东武县（今山东诸城）人，西汉大司徒伏湛八世孙，父亲是学者伏完，母为阳安长公主刘华。作为皇后二十年，于建安十九年被曹操幽闭而死。伏氏一族百餘人全部伏法處決。
伏德
配音：花輪英司（日）；林士程（台）
伏皇后之兄長。在漢獻帝劉協為了回到洛陽時伸出援手，並且告訴天子如同爐中的火中之炭，只要不燒成灰就不會熄滅，若夾出來將散發熱光，如天子般擁有看準世局的實力卻無當天子意志的人。

#### 十常侍
張讓
配音：有本欽隆（日）；孫中台（台）
東漢宦官（十常侍）之首，生性放蕩，在洛陽街坊裡知道胡人女子水晶的存在，向其主人買回府玩弄，然而曹操深愛水晶，夜半前往府上欲討回，以致水晶死亡。曹操把握良機，透過亶公安排，得到上奏朝廷彈劾宦官的機会，卻以花言巧語瞞騙靈帝過關。靈帝死後，袁紹及大將軍何進昭告天下欲除宦官，事件敗露後，將何進騙到宮中殺害，董卓則率軍入宮，脅持少帝及還是太子的献帝，被董卓截到，帶回京城後虐殺。
蹇碩
配音：真殿光昭（日）；于正昇（台）
東漢宦官（十常侍）之一。曾利用皇族去實行他的奸計陷害曹操，卻反而給對方上奏的機會。後來發佈假聖旨想把大將軍何進騙到宮中殺害，但那時候靈帝已駕崩而被袁紹識破將手握假聖旨的宦官斬首，最後張讓對蹇碩說的最後一句話是“你自己犯下的過錯就由你的腦袋來承擔”，然後被斬首。
蹇朔（蹇圖）
配音：藤本讓（日）；吳文民（台）
溫德殿大官，東漢宦官（十常侍）之蹇碩的叔父。因違禁夜行北門還踐踏告示而被北部尉曹操逮捕，本來該打五彩棒三十六大板但改成十八大板，又因為賄賂而增加四大板，挨了一大板無法忍受而驚嚇過度致死。
趙忠
配音：園部啟一（日）；孫中台（台）
東漢宦官（十常侍）之一。靈帝曰：“吾父張讓，吾母趙忠”的宦官，曾經幫蹇碩陷害曹操，卻反而給對方上奏的機會。下場和張讓一樣被董卓虐殺致死。

#### 朝臣
橋玄（字・公祖）
配音：平野正人（日）；林谷珍（台）
洛陽的審判官，有“法律的仲裁者”、“洛陽的鬼神”之稱。是當地最有名的酷吏，對罪犯絲毫沒有通融的餘地。中常侍張讓威脅他要是沒把曹操處死那自己就會被張讓判處死刑，他命人將曹操帶到面前審問，曹操以沒帶兵器、沒綁架水晶而是討回及以正當防衛而殺傷衛兵十五人反駁張讓的證詞，當他問曹操是否另有證人曹操回答是天，唯有順乎天意法才是公正的，雖然曹操並非霸者但如果上天給他機會就一定能治理天下。並認定曹操有資格穿著法衣，說斬一個與天融合的男人不是自己的任務，而且對曹操的判決讓他知道人生的價值。
阿政
配音：鈴木勝美（日）；林谷珍（台）
洛陽皇宮中的警備隊長。負責保護皇族的安危，十常侍的蹇碩想利用皇族去實行他的奸計陷害北部尉曹操。故意讓他不去救亶公，北部尉曹操因對皇族行刑欲使拔劍相向，卻反被曹操反駁身為宮中的護衛隊長沒盡職保護好亶公乃“失職之罪”，同樣也是死罪難逃。當他看到亶公在城牆上平安無事而感到驚慌失措。
陳蕃（字・仲舉）
東漢末年著名的大臣，漢桓帝時為太尉，漢靈帝時為太傅。後與外戚竇武等人合謀盡誅宦官失敗被十常侍陷害使得名將張奐誤殺之，死前將手中握的奏摺交給張奐後死去。
王子服（字・子由）
董承策畫劉備在獻帝與曹操欣賞劍舞時前來刺殺曹操，而他也是其中一人，當他被接受嚴刑拷問之時，不屈而咬舌自盡。
吳子蘭
董承策畫劉備在獻帝與曹操欣賞劍舞時前來刺殺曹操，而他也是其中一人，為了要陷害曹操而偽造詔書，後來被逮捕下獄並誅三族。
皇甫嵩（字・義真）
配音：西村知道（日）；林谷珍（台）
黃巾黨討伐戰中在予州潁川指揮的車騎將軍，曾參與平定黃巾之亂，官至太尉。
嚴忠
配音：稻葉實（日）；孫中台（台）
黃巾之亂中車騎將軍皇甫嵩的副將。
丁原（字・建陽）
配音：仲木隆司（日）；于正昇（台）
出身貧寒卑微，因會寫文章，年少時被任用為官吏。後為南縣吏，當有賊寇來犯時，都會身先士卒，衝出追寇。之後任并州刺史、武猛都尉，武猛謂有武蓺而勇猛者並取其嘉名因以名官也。屯兵在河內。遇見呂布時，因賞識呂布的能力而錄用他。袁紹及大將軍何進昭告天下欲除宦官郤引狼入室，令董卓借机率軍入宮把持朝政。不服遂召呂布殺董卓，郤反被呂布所殺。
伍孚（字・徳瑜）
配音：藤原泰浩（日）；吳文民（台）
原和執金吾丁原兩人為大將軍何進支持擁立劉辯的文官，在朝廷就職越騎校尉，董卓入城後把持朝政，便以擁立愚帝之罪而判處兩人斬首，但丁原不服而派義子呂布去殺董卓，反而認董卓為義父將丁原殺死，而後也不得好死。
蔡邕（字・伯喈）
配音：龍田直樹（日）；孫中台（台）
拒絕朝廷所授官職的讀書人，頭寬眉毛粗為其特徵。私下在撰寫史書紀錄董卓的暴行，記載董卓在長安建立都市並暴虐侮辱天子、皇族，發佈嚴刑峻法使得百姓苦不堪言，後來受到董卓認可並允許他繼續記錄史書，有著一股不屈於中常侍的剛毅之氣。董卓死後就被關進監獄，王允和他只要想到董卓就睡意全消，但在獄中仍然頭腦清晰，要求解開枷鎖繼續記載史書，前來探視的王允不想受誹謗之罪而叫人把他處以死刑，冤死於獄中。為中国著名才女蔡文姬之父親。
王允（字・子師）
配音：大林隆介（日）；吳文民（台）
東漢時官員，漢獻帝初年任司徒、尚書令。當時的皇帝只是一個傀儡，董卓大權在握。被貂蟬謆動後成功策劃了對董卓的刺殺，但執意殺害名士蔡邕而大失民心，且和董卓餘黨勾結，但餘黨反口，長安失守，繼貂蟬後同樣被斬殺。
貂蟬
配音：樸璐美（日）；魏晶琦（台）
司徒王允的侍女，後成為義女，最初外貌普通，深有報國之心。為了名留青史，同時知悉王允對於董卓的亂政深感無助，於是便修改外貌，獻出自己來暗殺董卓，卻失敗反而成為董卓的妃子。與呂布相遇後，二人一拍即合，於是謆動呂布聯合義父王允再一次暗殺董卓，董卓之後慘死長安。後董卓餘黨部下攻入京城，被攻入京城的董卓餘黨斬殺。
士孫瑞（字・君榮）
配音：小原雅人（日）；李世揚（台）
東漢時官員，董卓死後曾向王允將監獄中的蔡邕放出來，因為所有文官都愛惜蔡邕的才能才為他請命，但王允卻拒絕，後來被董卓的餘黨殺害。
孔融（字・文舉）
建安七子之首，家学渊源，是孔子的第二十世孙，太山都尉孔宙之子。少有异才，勤奋好学，性好宾客，喜抨议时政，言辞激烈，后因触怒曹操而为其所杀。
吉邈（字・文然）
东汉时期太医吉平之子，与耿纪、韦晃、金祎及其弟吉穆密谋诛杀曹操，命名為“吉本之亂”，事情敗露而慘遭灭族。甚至許多漢朝名門官員參與共謀，全都以叛變之罪加以議處。

#### 地方官
左嶺
配音：梅津秀行（日）；吳文民（台）
曹操被任命為冀州頓丘縣令的副縣令。在當地是魚肉百姓的貪官污吏，最後被曹操問斬，並且將搜刮來的財寶及當初送給自己的禮物全數變賣，平均分配給地方老百姓。
王肱
配音：清川元夢（日）；孫中台（台）
東郡太守，沒有任何威嚴的小人物。當黒山賊許褚率領農民來攻城時請曹操前來支援。

### 道教勢力

#### 太平道
張角
配音：關俊彥（日）；林谷珍（台）
太平道的首領。本來對天下並沒有甚麼野心，曹操以“蒼天已死”這四個字遍佈全天下，自號稱“天公將軍”並開始史上最大的農民起義，“黃巾之亂”就此展開序幕。曾向有事相詢的關羽預言“你們只要在一起那個人（劉備）就無法成為天子，而你（關羽）在後世將成為神”，後來生病吐血，吐出來的血化作三條龍諭示到將來天下會被曹操、劉備和孫權三分，並病死於鉅鹿殿中，黃巾黨失去中心而加速崩潰，史上最大的農民起義“黃巾之亂”就此結束。
張寶
太平道的首領張角的二弟，曹操以“蒼天已死”這四個字遍佈全天下，告訴張角必須樹立新的王朝，黃巾之亂起義時自號稱“地公將軍”。之後張角病死於鉅鹿殿中，黃巾黨失去中心而加速崩潰，“黃巾之亂”就此結束。
張梁
配音：目黑光祐（日）；吳文民（台）
太平道的首領張角的三弟，黃巾之亂起義時自號稱“人公將軍”。之後張角病死於鉅鹿殿中，黃巾黨失去中心而加速崩潰，“黃巾之亂”就此結束。
羅嚴
配音：土師孝也（日）；孫中台（台）
太平道的幹部，以俠義精神幫助貧弱的農民，勸關羽加入太平道一起作戰，希望天下能就此安寧。
馬元義
太平道的大方師，以俠義精神幫助貧弱的農民，在進攻洛陽時被太平道的敵對勢力密告處以死刑。
波才
太平道的幹部，“人公將軍”張梁的副官。親自前來迎接俠士加入黃巾軍，被劉備斬首。
張曼成
配音：秋元羊介（日）；林士程（台）
負責在昆陽守二十五萬黃巾黨糧食的將領，曾經在北方擊敗五千官軍。武功卓越，張奐跟他單挑時處於下風，才勉強扔出一飛斧將他的右腳砍斷，最後被前來救援的夏侯惇殺死，而張奐也在對戰中光榮的死去。
青州黃巾黨的渠師
配音：納谷六朗（日）；孫中台（台）
率領一百三十多萬青州黃巾黨的十位長老之一，以中黃太乙的名義率領眾多黃巾軍攻兗州城。十位長老向曹操要求交出城內所有的糧食，他們青州黃巾黨保證對兗州秋毫無犯，之後承認曹操的見解及能力認定他為青州黃巾黨的新領導者，十位長老就此自裁昇天。

#### 五斗米道
張魯（字・公祺）
五斗米道的教祖。初次登場是漢壽亭侯關羽邀請前往許都的其中一人，來發表中華天下的政治，其教團的名稱是因為入教時需要繳五斗米而得名，由他的祖父創立，以信仰為核心，擁有獨自的規範，在領地設立多處福利設施，使漢中成為以農民為主體的共同生活圈。在與曹操的談話中明白世上沒有永恆不滅的東西，而是像明鏡一般止水，就算是經常流動的水也會回歸靜止的本性，曹操任命他的親屬及幹部擔任官吏，自己受封為鎮南將軍，但卻在翌年就過世了。其後代子孫擔任教主，成為民間信仰的主軸。

### 董卓勢力

#### 董卓陣營
董卓（字・仲頴）
配音：大塚芳忠（日）；林谷珍（台）
身形肥大，霸氣畢現，殘忍愛殺，視人命如草芥，遇上情形又不失冷靜，稱得上是個魔王。袁紹及大將軍何進昭告天下欲除宦官，借机率軍入宮，殺死所有宦官、何太后及少帝改立獻帝。曹操與袁绍集合各路人馬成反董卓聯軍，成功打敗由徐荣帶領的董卓軍。在汜水關一戰中，用大量家畜當踏腳石從高處一衝而下，之後一夜之間焚城遷都長安。然後貂蟬以樂師身份混入宫中欲行刺之，失敗後却成為他的妃子。在貂蟬與吕布相遇後，二人一拍即合，謆動吕布聯合義父王允暗殺董卓。他先斬殺宣讀治自己罪之聖旨的武將，以恐嚇得知王允乃主謀，欲殺王允之時被貂蟬制止，之後吕布偸襲，最後慘死長安。死後被夷三族並暴尸於街上，肚臍被平民百姓拿來當油燈。
李儒（字・文優）
配音：宮林康（日）；孫中台（台）
董卓的幕僚，何進入京後他建議董卓率領精銳部隊三千入洛陽城。
徐榮
配音：鄉里大輔（日）；林士程（台）
董卓麾下的武將，他率領精銳部隊三萬鎮壓反董卓聯合軍十萬。交戰中領悟到袁紹的優柔寡斷以及曹操的作戰強大，董卓向他詢問兩人的看法，覺得袁紹根本不值一談，而曹操則是無言可以形容。汜水關一戰前，被失去冷靜的呂布給捏爆頭顱。
華雄
配音：島田敏（日）；于正昇（台）
董卓麾下的武將，有著勇猛的性格。董卓將袁紹的宗族全部斬首並派他去對付孫堅，雖然作戰方式相當思慮周密但會自恃其勇，跟夏侯惇一騎單挑被斬首。而後夏侯惇將他的首級交給祖茂並要求帶自己找孫堅。
李傕（字・稚然）
配音：丹羽長淑（日）；林士程（台）
董卓的部下，為其中最信任的一人。華雄軍隊被擊潰後派他討伐孫堅。董卓死後率領涼州兵直襲長安，將貂蟬、王允殺死並和郭汜一起擁立劉協登上天子寶座。不久，汉献帝被曹操迎往许都。西元一九八年，曹操派谒者仆射裴茂召集关西诸将段煨等人征讨李傕，灭其三族。
郭汜
配音：逢阪力（日）；林士程（台）
又名郭多，为董卓部下。董卓被杀后凉州众将归无所依，于是采用贾诩之谋联兵将攻向长安，击败吕布，杀死王允等人，占领长安，把持朝廷大权。几年后被部将伍习杀死。
樊稠
配音：西嶋陽一（日）；林谷珍（台）
董卓部将，董卓死后聯同李傕、郭汜、张济等人合众十余万反扑长安，败吕布、杀王允，把持朝政。后马腾因与李傕有隙，于是联合韩遂举兵进攻，李傕派樊稠、郭汜等与其交战，大败马腾、韩遂于长平观下。樊稠追至陈仓，与韩遂友好罢兵，却遭李傕猜疑。兴平二年（西元一九五年），李傕让外甥骑都尉胡封在会议上将他刺死。
張濟
配音：近藤浩德（日）；孫中台（台）
董卓部将，董卓被诛杀后，张济与李傕一同率军攻破长安，任中郎将。不久升任镇东将军，封平阳侯，出屯弘农。献帝东迁时，张济升任骠骑将军，率军护卫献帝，后来因与董承等人有矛盾，便与李傕、郭汜一同追赶献帝。建安元年（西元一九六年），张济因军队缺粮而进攻穰城，中流矢而死。死后，其侄张绣接管张济部队，与刘表联合，屯于宛城。

#### 呂布陣營
呂布（字・奉先）
配音：小山力也（日）；林士程（台）
地上最强的战士，只为追寻龙的足迹而决战。最初在丁原的邀請而暗殺董卓，反被董卓邀請加入其陣營，在汜水關一戰中，与前來挑戰自己武藝的關羽一騎單挑而不分勝負。之後因貂蟬的關係成功暗殺董卓，後原董卓陣營部下攻入京城，貂蟬、王允被殺，自己成功逃脱。張邈接受陳宮之言，決定請他入主本為曹操所據的兗州。當時曹操正東征徐州陶謙，聽到消息後立即回師，與之數次征戰。不敵東投劉備，劉備讓他屯兵小沛。又依陳宮之計謀乘機奪取徐州，並自稱徐州牧。劉備投靠曹操後因在狩獵宴之賭輸掉而率軍進攻下邳，郤不敵反而投靠之，他把劉備剃髮後收監，種下其中一個敗因。以個人武力不停在各城門以遊撃戰術反攻，被曹操五謀臣之一荀攸以寒冬水攻之計逼自己陣營部下投降及出城外，加上劉備逃獄謆動其部下投降、陳宮被叛變部下捉出城，失去了最後一絲理智，單槍匹馬攻向曹操軍，最後被曹操縊殺。
陳宮（字・公台）
配音：辻親八（日）；孫中台（台）
原曹操軍軍師，在效力一段時間後，認為自己的才能會被曹操埋沒，於是密謀離曹。曹操東征徐州陶謙，使程昱與荀彧留守鄄城，謆動張邈叛曹迎呂布為兗州牧，曹操聽到消息後立即回師。呂布不理他的勸阻單挑曹操，導致不敵曹軍而東投劉備。於是獻計呂布乘劉備與袁術相爭奪取徐州，成功後呂布自稱徐州牧。並接受陳珪陳登父子之言以守城戰術對付曹軍，規勸呂布召高順、張遼等在外諸將回城。水浸下邳時，自知大勢已去，仍對呂布獻計打算擴戰到底，但被叛變部下捉出城，呂布被曹操縊殺後全軍戰敗，被縛到曹操面前時，曹操一度欲勸他再度為自己效力，但不為所動，曹操接問其是否為劉備效力，他盡數劉備的缺點後斷言拒絕。後被處死。
高順
配音：園部好德（日）；林谷珍（台）
吕布麾下的武將。頭髮紮成辮子及鼻樑上有一道疤為其特徵。陳宮將他和張遼稱為“吕布軍的至寶”，彼此互相信任，下邳城之戰中呂布被曹操縊殺，而他與張遼被綁到曹操的面前。曹操問他們要歸順還是殉死，兩人回答願意跟呂布和陳宮共赴黃泉，臨死前的遺言是“留自己的部下一條生路並好好厚待他們”，而後處死。但張遼卻因為問曹操和呂布戰鬥連續兩次擋下他的攻擊使他百思不解，而曹操回答張遼自己是受上天眷顧的人，將他正式納入麾下。
陳珪（字・漢瑜）
配音：池田勝（日）；吳文民（台）
徐州的資產家、呂布軍的幕僚，陳登之父。陳宮打算去勸呂布出戰曹軍時，陳氏父子正在向呂布獻計，要求固守下邳不要出戰。
陳登（字・元龍）
配音：佐藤祐四（日）；李世揚（台）
陳登之子，陳宮打算去勸呂布出戰曹軍時，陳氏父子正在向呂布獻計，要求固守下邳不要出戰。
宋憲
配音：近藤浩德（日）；李世揚（台）
吕布部将之一。建安三年，曹操攻打吕布与刘备围下邳。因同伴侯成送酒于吕布被杖打，感到失望后怀恨在心，与魏续、侯成等执吕布的谋士陈宫献城投降，曹操遂擒杀吕布。
魏續
配音：小柳基（日）；林士程（台）
吕布部将之一。建安三年，曹操率军攻打吕布，围之三月。与侯成、宋宪缚陈宫降曹。吕布被缢杀在白门楼。
侯成
吕布部将之一，因為吕布被酒色所伤故下禁酒令，侯成不知，献酒于吕布被打。曹操围下邳，与宋宪、魏续等缚陈宫率众將士投降曹操。

#### 張繡陣營
張繡
參照#主要武將
賈詡
參照#主要文臣
鄒氏
配音：葉月繪理乃（日）；劉如蘋（台）
原張濟之妻、張繡的伯母，賈詡利用以迷惑曹操待曹操與其交歡時暗殺之，被其長子曹昂識破後闖進曹操與鄒氏的臥室把她斬殺。
胡車兒
配音：大畑伸太郎（日）；于正昇（台）
張繡及賈詡暗殺曹操時派往對付典韋及曹安民的刺客，擊斃典韋後瀕死時放出信號後死去。

### 袁家勢力

#### 袁紹陣營
袁紹（字・本初）
配音：寺杣昌紀（日）；吳文民（台）
名門之後，少年時為曹操好友，同為游侠、爱国、反对宦官。共同的性格和政治理想促使建立了一个以袁曹為首的小政党。他和大將軍何進昭告天下欲除宦官郤引狼入室，令董卓借机率軍入宮把持朝政。曹操與之集合各路人馬成反董卓聯軍，汜水關一戰後，董卓焚城遷都，被貂蟬謆動呂布聯合義父王允暗殺。用計奪取了韓馥的冀州，在華北擴張勢力，數年間，先後擊敗了公孫瓚、孔融、張燕等人，稱霸華北，變成擁有二十萬左右大軍，勢力強大。還密謀推舉幽州牧劉虞為帝，但被拒絕。曹操在差不多時間奉戴天子並以朝廷名義向諸侯發號施令。便率大軍進攻曹操，曹營處於下風。因許攸的情報，曹操派軍襲擊袁紹軍糧所在地烏巢，火燒烏巢後戰況逆轉，袁軍兵敗如山倒。及後重振其鼓，與曹操在倉亭決戰再敗。與長子袁譚逃亡的路上在一個洞穴中死亡。
袁譚（字・顯思）
配音：加瀨康之（日）；林士程（台）
袁紹長子，容貌與年輕時的袁紹非常相似。擁有漂亮均衡天下的能力，性格非常急躁，在官渡之戰中身為三兄弟老大的他指揮權漸漸地被三弟袁尚奪走，感到非常的不爽。之後曹操派軍襲擊袁紹軍糧所在地烏巢，火燒烏巢後戰況逆轉，袁軍兵敗如山倒。與父親袁紹逃亡的路上在一個洞穴中死亡。
袁熙（字・顯亦）
袁紹次子，甄姚的前夫。橫溢的才氣吸引著許多年輕人們，官渡之戰中在相互牽制的大哥袁譚及三弟袁尚間遊走，經常保持著冷靜的心情；對狀況分析能力在三兄弟當中是最好的。之後曹操派軍襲擊袁紹軍糧所在地烏巢，火燒烏巢後戰況逆轉，袁軍兵敗如山倒。不惜拋下妻子甄姚跟三弟袁尚一起逃到白狼山上躲避曹操的追殺，頭髮幾乎快掉光了。烏丸族酋長蹋頓與曹軍引發了白狼山之戰，曹軍軍師郭嘉及猛將張遼有良好的默契，在戰役中大敗烏丸族。又再和三弟袁尚一起率領數千騎兵投奔據守遼東的獨立勢力公孫康，卻因為公孫康懼怕曹操的勢力而將兩人斬首。
袁尚（字・顯甫）
袁紹三子，初次登場是剿滅公孫瓚的戰役。自認為繼承了父親袁紹的性格，經常做出一些大膽的舉動；之後曹操派軍襲擊袁紹軍糧所在地烏巢，火燒烏巢後戰況逆轉，袁軍兵敗如山倒。跟二哥袁熙一起逃到白狼山上躲避曹操的追殺，烏丸族酋長蹋頓與曹軍引發了白狼山之戰，在戰爭中失去左手，曹軍軍師郭嘉及猛將張遼有良好的默契，在戰役中大敗烏丸族。又再和二哥袁熙一起率領數千騎兵投奔據守遼東的獨立勢力公孫康，卻因為公孫康懼怕曹操的勢力而將兩人斬首。
麴義
配音：西嶋陽一（日）；林谷珍（台）
袁紹的猛將。史實在界橋之戰中，麴義以精兵800弓箭手大破公孫瓚五萬大軍，斬殺嚴綱，又回救被圍的袁紹，但在本作中則相反被剛加入公孫瓚的趙雲所殺。
顏良
配音：天田益男（日）；李世揚（台）
河北軍閥袁紹的手下猛將。與文醜一起作為袁紹軍隊的勇將而聞名。孔融以二人作為袁紹軍隊的武將代表勸諫曹操小心他們。之後袁紹、曹操於官渡地區交戰。在白馬（地名）地區聯同張飛、劉備一起與曹軍交戰中原本占上風，但當張遼及穿上鬼獸裝的關羽加入戰鬥後戰況逆轉，袁軍兵敗如山倒，身為一名俠者，知道和自己同為俠者的關羽以前的字叫「長生」，而且天底下再無第二人能將青龍偃月刀使得出神入化。當他與關羽交戰時，張飛、劉備兩人逃脫，自己被關羽斬殺。袁紹封其諡號為威侯。
文醜
配音：宇垣秀成（日）；林谷珍（台）
顏良被關羽斬殺後，袁軍大亂潰散。曹操乘機親率輕騎直趨白馬挑釁袁紹，袁紹大怒，下令他追擊曹操。文醜軍追擊曹操時被曹操用計弄致兵軍潰散，餘下的主軍更被引至黄河被曹操用水攻之計導致全軍覆沒，曹操嘲諷文醜一番後將其斬殺。
田豐（字・元皓）
袁紹軍中最年長的軍師。曾向袁紹諫言曹操討伐劉備之際，趁機攻入曹操背後，卻因為袁紹兒子生病而錯過上天賜予的大好時機。袁紹要他留在監獄中鍛鍊笑容，迎接未來由袁氏一族率領的新王朝。
許攸（字・子遠）
袁紹軍中的軍師，正史記載家屬犯罪被袁紹處刑懷恨在心，於是投奔曹操。因他的情報，曹操派軍襲擊袁紹軍糧所在地烏巢，火燒烏巢後戰況逆轉，袁軍兵敗如山倒。但在故事中打算詐降並裡應外合將曹軍擊潰，結果卻失敗。
沮授
配音：內田直哉（日）；孫中台（台）
袁紹軍中的軍師，高額頭為其特徵。原為韓馥麾下，後袁紹破冀州，歸為其的謀臣。初期幫助袁紹籌劃天下大計而受到賞識，但後來多次向袁紹獻策而不納。在袁紹大軍撤退時被曹操軍俘虜，但不納曹操招降，打算逃脫回營時被殺害。
利火羅
文醜麾下的部將。
審配（字・正南）
袁紹軍中的軍師。为人正直，袁绍领冀州，被委以腹心之任并总幕府。恃其强盛，力主与曹操决战。曾率领弓弩手大破曹军于官渡。官渡战败，反因此受谮见疑，幸得逢纪力保。矫诏立袁尚为嗣，导致兄弟相争，被曹操各个击破。终城破被擒拒不投降，慷慨受死。
韓荀
袁譚麾下的武將。官渡之戰中看不慣袁尚不顧大哥袁譚對軍發號施令的樣子，於是要求袁譚給他率領一千騎兵衝進敵人陣營求累積功德。
劉辟
原黃巾賊的老武將，袁紹派劉備率領的三千士兵前來組成聯合軍，官渡之戰中因巧妙的用兵術令曹仁感到頭痛，但最後被曹仁斬殺。
淳于瓊（字・仲簡）
袁紹軍中的將軍。曹操派軍襲擊袁紹軍糧所在地烏巢的指揮官，對自己的實力相當有自信，在戰爭中臉被賈詡劃破而且左手臂也在亂軍中被砍斷而戰死。
崔桂
袁紹軍中的武將。在烏巢的帳幕中熟睡的指揮官，外面守夜的士兵被前來的許攸和賈詡兩人謊稱身懷密令趕緊帶他們找他。被賈詡威脅如果不想讓自己的屍體成為烏鴉的食物就趕快投降並交出盔甲及軍旗。
眭元進
袁紹軍中的武將。烏巢的伏兵之一，曹操派軍襲擊袁紹軍糧所在地烏巢，火燒烏巢後戰況逆轉而投降。
韓莒子
袁紹軍中的武將。烏巢的伏兵之二，曹操派軍襲擊袁紹軍糧所在地烏巢，火燒烏巢後戰況逆轉而投降。
呂威璜
袁紹軍中的武將。烏巢的伏兵之三，曹操派軍襲擊袁紹軍糧所在地烏巢，火燒烏巢後戰況逆轉而投降。
劉夫人
袁紹的正室。曹丕率軍攻破鄴城後將甄姚帶走，而自己及其他妻妾遭到曹軍士兵斬首。
郭援
袁尚部下，鍾繇之甥，被年輕的馬超生擒，龐悳將他斬首。

#### 袁術陣營
袁術（字・公路）
配音：柴田秀勝（日）；林谷珍（台）
出身東漢世家，號稱四世三公的汝南袁氏，為司空袁逢之嫡次子。由於庶兄袁紹是伯父袁成的養子，因此史書普稱他為袁紹的堂弟，其實血緣上兩人是同父異母的親兄弟。孫堅殺南陽太守張咨，引兵跟從。於是劉表薦他為南陽太守。南陽戶口尚數十百萬，但是他不修法度，以抄掠為資源，奢姿無厭。攻劉備以爭徐州，張飛駐守下邳，以至徐州被呂布奪取。他從孫策取得了孫堅在洛陽所拾獲的傳國玉璽，於是在壽春稱帝，郤不察覺這是孫策為了從其勢力中引兵脫離。稱帝後很快成為眾矢之的，不久就接連遭到孫策、呂布、曹操三方的叛盟與打擊。首先是孫策在江東脫離而自立為一方霸主；其次是呂布大敗袁術軍；第三是曹操在他侵攻許昌時大敗之，勢力日漸走下坡，在投奔袁紹途中吐血後病死。
紀靈
袁術軍的將軍，率領三萬兵力前來討伐劉備，對呂布說絕對不會危害到下邳城，但呂布想讓天做一個公平的判決，只要箭射穿過劉備的鬍子就退兵。
橋蕤
配音：山口健（日）；林谷珍（台）
袁術四將軍的其中一人，左眼上有一道疤，袁術侵攻許昌時被許褚斬殺。
李豐
袁術四將軍的其中一人，袁術侵攻許昌時被許褚斬殺。
樂就
袁術四將軍的其中一人，袁術侵攻許昌時被許褚斬殺。
梁綱
袁術四將軍的其中一人，袁術侵攻許昌時被許褚斬殺。

### 群雄

#### 親曹操勢力
鮑信
和于禁一起首次登場是在青州與黃巾的戰鬥中，被沙袋活埋。
張邈（字・孟卓）
配音：廣瀨正志（日）；孫中台（台）
东汉末年陈留太守，曾参与讨伐董卓。在汴水之战后归附曹操。此前因为与袁绍有隙，又曾与吕布交往，兴平元年（西元一九四年），曹操带兵讨伐陶谦时，与陈宫叛曹迎吕布为兖州牧。後吕布被曹操击败，张邈跟随吕布投奔刘备，全家及弟弟张超都被曹操杀于雍丘。在向袁术借兵的路上被部下所杀。
公孫康
幽州遼東的獨立勢力，袁紹遺子袁熙、袁尚聯合蹋頓單于進攻白狼山，被曹操手下大將張遼擊敗，蹋頓單于被斬首。袁熙和袁尚和數千騎兵逃往遼東，他恐袁熙、袁尚鳩占鵲巢，又見曹操毫無進軍之意，於是將二人斬首。

#### 劉表勢力
劉表（字・景升）
原為荊州的領主，外表看似和藹可親，實則心機城府極深，為了廣召天下賢能之士而偽裝成中立勢力，但內心也有併吞中原的野心。官渡之戰後劉備遭到曹操追殺，於是就逃到荊州投靠他，在與次子劉琮的談話中，他想要大大培養劉備的聲望，使其成為一塊寶玉，這樣就能夠幫助自己稱霸天下。之後蒯越將劉備請來的新軍師諸葛亮來到他的住處，自己則躲在簾後竊聽兩人的談話，諸葛亮說他輕戰事而重外交，最終圖謀是和曹操和睦相處，而他想要讓自己的學術廣為流傳，卻被諸葛亮一語道破：「人世間沒有永恆不滅的東西」而病倒，臨死前的遺言要劉備接管荊州，之後病死。
劉琦
劉表的長子，劉琮的哥哥。為了躲避荊州戰禍而移師江夏的他以及一萬大軍，在漢津和等候多時的劉備軍隊會合，為了躲避曹操軍追擊，繼續朝著孫權所在的揚州方向前進。因為自己的家族不知廉恥的降敵使他深感罪惡，今後將全力創建劉備的天下霸業。
劉琮
劉表的次子，劉琦的弟弟。劉表死後成為荊州領主，並和眾位家臣同意和曹操投降。
蒯越（字・異度）
劉表的部下，蒯良之弟。為人足智多謀，魁傑並有雄姿。是荊州牧劉表的重要謀士，相當欣賞曹操，后与刘琮一同投降曹操。
傅巽（字・公悌）
劉表的家臣，他和劉琮及眾位家臣同意和曹操投降，打算將劉備的首級砍下來獻給曹操，卻被蒯越阻止，因為向曹操投降是最危險的，不能抱持太大的期望。

#### 涼州軍閥
馬騰（字・寿成）
馬超的父親，涼州軍閥的其中一人。臉上有三道疤痕，與賈詡是舊識；建安十三年，他與三十一歲的馬超談話中，得知自己兒子的心境如此鎮定是因為馬超懷抱著滿腔義憤，因此才想反叛漢朝。於是鎮定地回答馬超不必顧慮家族生死，最後曹操將留在鄴城當人質的他及韓遂的族人一律斬首。
韓遂（字・文約）
涼州最大的軍閥長，反抗漢朝長達三十年之久，雖然年紀大了但身邊不時有一群女人圍繞在他身邊服侍，喜歡吃生蛋，只要一哼歌就會開始跳舞，是個非常有活力的人物。以前年輕的時候遊走洛陽，那時就和任職北部尉的曹操見過面；而且和馬騰鬥爭時，殺死了馬超的母親和弟弟，但對方並沒有將私人恩怨而掩蓋大義。後來馬超向他表明私情感到欣慰又可悲，希望馬超能堅持自己的美找到屬於自己的一條生路。之後夏侯淵率兵襲擊羌族部落，誘出他與羌族聯軍並加以擊破，戰敗後逃往西平，翌年病死，終於結束了他超過三十年的叛亂生涯。
成公英
韓遂的參謀，相貌英俊的美青年，成公何的哥哥。韓遂相當信任他，兩人關係如同父子一般。張既說他的本性是聽命辦事，並沒有任何叛亂之心，最後為了貫徹涼州之武與龐悳一起投降於曹操。
成宜
涼州軍閥的其中一人，與梁興、楊秋和李堪一起幫助馬超引發叛亂，戰爭中與曹仁展開戰鬥，曹彰眼看曹仁不敵而趕過去拔刀相助，但在趕到的那一瞬間，曹仁已經將他殺死了。
梁興
涼州軍閥的其中一人，與成宜、楊秋和李堪一起幫助馬超引發叛亂，後來到韓遂的手下做事。
楊秋
涼州軍閥的其中一人，與成宜、梁興和李堪一起幫助馬超引發叛亂，在夏侯淵的攻勢下前來降伏。
李堪
涼州軍閥的其中一人，與成宜、梁興和楊秋一起幫助馬超引發叛亂，戰爭中與張郃展開戰鬥，不敵被殺。
馬玩
涼州軍閥的其中一人，成宜戰死之後向馬超要求派他出擊，原因是不把敵人殺個痛快，他實在難以入眠，兩人決定要報復讓死去的同伴含笑九泉，後來在戰爭中救下馬超，並且讓馬岱和龐悳兩人帶他離開。

#### 劉璋勢力
劉璋（字・季玉）
劉備入蜀之前由他治理成都，即益州的當家，長相特徵是有著長長的眼睫毛、香腸嘴及圓滾滾的體型，當劉備向他要求更多的兵馬糧草，就覺得對方很厚顏無恥，於是打算趁這個機會將劉備趕回荊州。成都被劉備大軍團團包圍住之後，想以閉關死守守住城池。最後劉備派出簡雍前來當說客，他認為對方只要得到城池，就會瓜份寶物及美酒，但簡雍對他說是這片土地需要劉備治理，這樣人民不會因為戰爭所苦而能安居樂業，了解到主公使人民安樂，人民也讓主公活命，就是這樣打下信義的基礎。因為簡雍的話使他的心深受感動，所以決定投降劉備。
張松（字・子喬）
劉璋的文官，當劉璋發現他與劉備的私通文件，因此將他一干人等全都逮捕處決。
高沛
劉璋的武將，與楊懷被劉璋派去監視劉備，之後兩人都被劉備斬殺。
杨怀
劉璋的武將，與高沛被劉璋派去監視劉備，之後兩人都被劉備斬殺。
鄭度
劉璋的文官，成都被劉備大軍團團包圍住之後，劉璋向他詢問糧餉是否充足。
張任
劉璋的武將，大鼻子為其特徵，他的理念是身為蜀的老臣絕不侍奉二君，以前被人尊稱“鷹勾鼻張任”的俠客，戰敗後被捕斬首。
許靖（字・文休）
身為劉璋的重臣，因為打算翻牆逃跑而被劉璋關入大牢。

#### 其他軍閥
公孫瓚（字・伯珪）
配音：喜多川拓郎（日）；孫中台（台）
曾與劉備共同師事於盧植。鎮守遼西時與烏桓、鮮卑等交戰，盡選白馬為先鋒，自號「白馬義從」。建安四年（西元一九九年）被袁紹擊敗，先將其姊妹妻兒全部縊死，然後引火自焚，自焚時袁紹之子袁尚已將去黑山討救兵的公孫續斬首，公孫家的霸業到此為止。之後袁紹將冀、弁、青、幽四州納為己有。
陶謙（字・恭祖）
配音：龜井三郎（日）；于正昇（台）
少好學，溫厚純篤。隨左將軍皇甫嵩出征三輔，被任命為揚武校尉。其後任徐州刺史，史載「徐州百姓殷盛，穀米封贍，流民多歸之」。董卓被殺後，各路軍閥陷入混戰便加入了袁術、公孫瓚的陣營，對抗袁紹、曹操。爾後遣使進京朝貢，獲朝廷封賞拜安東將軍、徐州牧，封溧陽侯。曹操以父親曹嵩被殺為由攻打陶謙，攻陷十餘城，於彭城大戰。陶謙兵敗，死者萬數，泗水為之不流。劉備以公孫瓚的援軍來到徐州幫忙協防，初見時劉備質問陶謙有否盡守護徐州百姓的責任而大怒。其後曹操再次攻打徐州，雖然曹操因張邈叛迎呂布而被迫回師，但郤於之後病死，劉備被遺臣及百姓迎為徐州牧。
橋瑁（字・元偉）
橋玄族子。先為兗州刺史，甚有威惠。東漢末年任東郡太守。
孔伷（字・公緒）
配音：長嶝高士（日）；林谷珍（台）
能清谈高论，任豫州刺史。献帝初平元年，与袁术、韩馥等起兵反董卓，屯兵於颍川，反董卓联盟軍解散后不久病逝。
劉繇（字・正礼）
原太史慈的主公，當孫策率領一千人進攻曲阿城自己卻棄城逃跑，被少年時期的孫權看到而且衣服被他飼養的老虎阿仁撕破並追著到處跑，丟臉的景象把要攻城的孫策軍逗得笑掉大牙。
陸康（字・季寧）
廬江郡太守，年輕時就有義烈之名。最早先受揚州刺史臧旻推舉為茂才，然後出任高成縣令（在今河北省鹽山縣一帶）。由於高成縣地處偏遠，當地治安很亂，每戶人家都備有弓弩，而每次縣令一到，首先就徵發民力修建城牆。陸康到任後，將這些人遣散，百姓大悅，又以樹立恩信為方法，連盜賊都逐漸被收服了。州郡上表彰他的功績，於光和元年（西元一七八年）升任武陵太守，後來又轉任桂陽、樂安兩地，所到之處都得到稱讚。
雷緒
原為廬江的太守，相當勇武剛健，卻被夏侯淵用弓箭釘在一扇門上，在與夏侯淵的談話中提到劉備的仁義與聲望，如果可以早生十年，他也想三分天下，但温恢認為他擁有三萬兵馬，卻為一己私利橫行霸道因此想殺死他，但夏侯淵打算將他送去劉備那裡，並請求曹操任命自己為新的廬江太守，许褚评价他為“蠢牛”。

#### 異民族
蒼牙
來自北方的蒙古人，漢壽亭侯關羽邀請前往許都的其中之一人，來發表中華天下的政治，受到關羽的一番話感受到自己身為一個蒙古人而感到自豪，想要將自己的雄心壯志散播到故鄉的土地上。後來關羽率軍攻打樊城的時候因呼應他的聲望而再次登場，甚至出現在曹操的夢裡將其斬殺。
蹋頓
烏丸族的酋長，像鳥一樣的怪奇容貌。與袁紹關係不錯，在白狼山之戰時被張遼砍下右臂並且綁到曹操面前，郭嘉認為他有高人一等的用兵術而留他活口。但因為在曹操面前大談霸業被斬首。
強端
氐族的酋長。

### 其他人物
水晶
配音：桑島法子（日）；馮嘉德（台）
西域出身的胡人，擁有咖啡色肌膚的美少女。在一家茶館擔任下人的工作，青少年時期的曹操對她產生興趣，並騎馬將其帶到湖邊。而她只是想確認曹操是什麼樣的人，聊起中原人都比較喜歡龍但自己卻比較喜歡獅子、乘煙之神以及西方王者的故事；曹操覺得她很有學問，最喜歡的一句話是“阿夢蘭”（我愛你），後來被茶館老闆賣到性慾異於常人的中常侍張讓的府上。曹操穿著朝服請求還給自己，但張讓卻請衛兵想抓住曹操，她用劍劃傷張讓的臉自己也在意外中被殺死。而後張讓想將其置於死地，曹操揮舞刀劍連續殺傷衛兵十五人後逃跑。張讓將她的屍體汙辱並倒吊在曹家後院，曹操要求父親把她葬在曹家祖墳。最終回再次出場。
李烈
配音：三宅健太（日）；林谷珍（台）
少年時期的夏侯惇抗爭的“爆烈團”首領，崇拜傳說中用弓的高手“伯昏無人”，批評孔子“以德治國”的政治理念來突顯自己的才能。同時也極度推崇秦始皇，是妄想改變現世的極端分子。曹操理解夏侯惇的敵人主要是“舌頭”，因為他說中人們心中的慾望才會讓部下誓死效忠，只要辯贏就可以結束戰爭。後來與曹操在馬上舌戰辯論秦始皇被打敗，當時突然來一陣沙塵暴使得戰爭出現轉機，最後被拿著佛像的許褚打碎，其麾下的“爆烈團”被夏侯惇收為部下。
呂伯奢
來自洛陽的商人，董卓欣賞就任典軍校尉的曹操想要他當自己的左右手，但曹操拒絕並批評董卓就下令全國通緝他的畫像。當時便幫助曹操度過難關還將其它商品變賣成武器、馬匹和軍糧，從此就隱姓埋名生活在曹操的影子底下。
于吉弟子
有著龜裂的外表、缺牙的道士，許貢之子為了要報孫策殺死父親的仇而幫助他，對孫策宣告先師于吉的怨靈已經如影隨形地透過他背上的箭傷進入體內了。
許貢之子
聯合許貢的家臣吳沌、于吉的弟子以及十二個劉表的刺客埋伏於樹林想刺殺孫策以報殺父之仇，但萬萬沒想到十二個刺客和吳沌都被孫策一瞬間全部殺光，孫策好心勸他別因為私怨而斷送自己的性命。
吳沌
許貢的家臣，一心想要取下孫策的項上人頭，卻被對方秒殺。
姜襲
漢壽亭侯關羽邀請前往許都的俠客，他認為將俠義之心遺忘、貪圖私利的人天底下人人皆可誅之，但依然相信關羽是個不折不扣的俠客。
家宰
和趙翠湍一起登場，某一次他聽到曹植想帶曹丕夫人甄姚一起離開，於是就把曹植打昏對他說要好好孝順父母親。
成曼
來自平原郡，官渡之戰中將捕獲的小鯨魚獻給袁紹，希望對方可以品嘗牠。
阮瑀（字・元瑜）
建安七子之一，故事中曹操對程昱提及其名而本人未出場。
石德林
涼州的隱者，當地的小孩子稱呼他為“寒貧”，並且拿著石頭和竹棍丟他、打他，曹操知道他遠離世人追求的榮華富貴，又因為無法停止說話，所以一生閉口不語；心中有所掛慮，便捨棄父母兄弟；以草木為居所，徜徉天地之間，之後與曹操對話，說他活著的理由是老子所說的三件寶物，對自己的生存力量從來沒有任何懷疑。曹操要他繼續貫徹自己的信念好好活著。
華佗（字・元化）
擁有“神醫”之稱，同時也是發明麻醉藥“麻沸散”的醫師，在歷史上是最早使用全身麻醉進行外科手術的人。但是在古代，醫術被列為咒術、占卜、房中術、面相、音樂等這類“方術”的範圍內，是社會地位很低的技藝。在故事中向曹操和眾位弟子展現高超的醫術，並且使用針灸幫曹操舒緩頭痛的症狀，但要完全根治頭痛就必須長期持續針灸及服藥；曹操打算要他為漢朝四百年的病根動手術，但因為拒絕寫下醫書被關進大牢，他的才華被儒家思想束縛住令曹操感到可惜。死後他研發出來的“麻沸散”處方就此失傳了，後來醫術整理出完整的體系，成為日後中國醫術的參考原典，一直沿用至今。
祭靜
洛陽的工人，負責將已經成為廢墟的洛陽城重新修建完成。關羽戰死後，曹操派他雕刻一座巨大的關羽木雕像。

## 動畫版中出現過的計略
離間計
使用者：張讓、蹇碩、貂蟬、陳宮
用言語或行動謆動目標，利用以製造優勢。
驅虎吞狼之計
使用者：張讓、蹇碩、曹操、王允、貂蟬、陳宮
指驅使老虎（中計者）以阻礙或除去目標（即借刀杀人）。
二虎相爭之計
使用者：張讓、蹇碩、王允、貂蟬、陳宮
又名二虎之計，引兩隻老虎（中計者）相爭元氣大傷後，把兩者一舉消滅或從中掏利（即趁火打劫）。
詐降之計
使用者：劉備、陳宮、呂布、張繡、賈詡
即苦肉計，假裝向敵方投降，利用以製造優勢、從中掏利甚至消滅敵方。
反計
使用者：曹操、李傕、郭汜、曹昂
識破敵方的計略後，利用以製造優勢甚至消滅敵方。
暗殺之計
使用者：丁原、王允、貂蟬、張繡、賈詡
利用特殊情况暗殺目標。
火計
使用者：曹操、董卓
用火燒掉敵方的物資、將得到的物資甚至己方將失去的物資。
迷惑之計
使用者：王允、貂蟬、孫策、孫權、張繡、賈詡、荀彧
使用某人或物甚至言語或行動迷惑目標，利用以製造優勢、從中掏利甚至消滅敵方（即美人計或拋磚引玉）。
連環計
使用者：張讓、蹇碩、王允、貂蟬、張繡、賈詡
包括「迷惑之計」、「離間計」、「驅虎吞狼之計」、「二虎相爭之計」、「暗殺之計」等一連串計略，詳見其他計略的説明。
勸降之計
使用者：劉備、董卓、曹操、荀彧
令敵方投降，甚至加入己方陣營。
挑釁誘敵之計
使用者：曹操、郭嘉、荀攸
使用某人（主將、武將甚至軍隊）挑釁目標，引目標到目的地（即調虎離山彧金蟬脫殼）。
落石之計
使用者：曹操、郭嘉
待目標到山坡或崖下抛投大石攻擊目標。
走為上計
使用者：劉備、關羽、張飛、陳宮、呂布、曹昂、袁術
己方優勢全無時，全軍退卻，避強待機。
水計
使用者：曹操、荀攸
水攻之計，利用地形發動水攻。

## 出版書籍
| 冊數 | 講談社         | 講談社                 | 尖端出版社     | 尖端出版社           |
| 冊數 | 發售日期       | ISBN                   | 發售日期       | ISBN / EAN           |
| ---- | -------------- | ---------------------- | -------------- | -------------------- |
| 1    | 1995年10月19日 | ISBN 978-4-06-328434-8 | 1997年8月4日   | ISBN 957-10-1012-X   |
| 2    | 1995年10月19日 | ISBN 978-4-06-328435-5 | 1997年8月4日   | ISBN 957-10-1013-8   |
| 3    | 1996年1月20日  | ISBN 978-4-06-328447-8 | 1997年10月1日  | ISBN 957-10-1134-7   |
| 4    | 1996年4月20日  | ISBN 978-4-06-328461-4 | 1997年10月1日  | ISBN 957-10-1135-5   |
| 5    | 1996年9月18日  | ISBN 978-4-06-328482-9 | 1997年11月3日  | ISBN 957-10-1136-3   |
| 6    | 1997年1月21日  | ISBN 978-4-06-328495-9 | 1997年11月3日  | ISBN 957-10-1137-1   |
| 7    | 1997年4月21日  | ISBN 978-4-06-328510-9 | 1998年2月16日  | ISBN 957-10-1138-X   |
| 8    | 1997年6月20日  | ISBN 978-4-06-328518-5 | 1998年2月17日  | ISBN 957-10-1425-7   |
| 9    | 1997年8月20日  | ISBN 978-4-06-328534-5 | 1998年8月18日  | ISBN 957-10-1633-0   |
| 10   | 1997年11月19日 | ISBN 978-4-06-328548-2 | 1999年4月12日  | ISBN 957-10-1731-0   |
| 11   | 1998年1月21日  | ISBN 978-4-06-328555-0 | 1999年5月3日   | ISBN 957-10-1933-X   |
| 12   | 1998年4月21日  | ISBN 978-4-06-328570-3 | 1999年7月24日  | ISBN 957-10-1984-4   |
| 13   | 1998年7月21日  | ISBN 978-4-06-328586-4 | 1999年8月24日  | ISBN 957-10-1985-2   |
| 14   | 1998年10月20日 | ISBN 978-4-06-328602-1 | 1999年9月27日  | ISBN 957-10-1986-0   |
| 15   | 1999年1月20日  | ISBN 978-4-06-328613-7 | 1999年10月18日 | ISBN 957-10-1987-9   |
| 16   | 1999年5月19日  | ISBN 978-4-06-328629-8 | 1999年11月4日  | ISBN 957-10-1988-7   |
| 17   | 1999年9月20日  | ISBN 978-4-06-328646-5 | 2000年2月3日   | ISBN 957-10-2142-3   |
| 18   | 1999年12月14日 | ISBN 978-4-06-328664-9 | 2000年12月13日 | ISBN 957-10-2237-3   |
| 19   | 2000年3月21日  | ISBN 978-4-06-328679-3 | 2000年12月27日 | EAN 471-9863-04194-0 |
| 20   | 2000年6月20日  | ISBN 978-4-06-328695-3 | 2001年1月15日  | EAN 471-9863-04223-7 |
| 21   | 2000年12月20日 | ISBN 978-4-06-328716-5 | 2001年3月16日  | EAN 471-9863-04314-2 |
| 22   | 2001年4月20日  | ISBN 978-4-06-328745-5 | 2001年8月1日   | EAN 471-9863-04410-1 |
| 23   | 2001年9月19日  | ISBN 978-4-06-328766-0 | 2001年11月7日  | EAN 471-9863-04528-3 |
| 24   | 2001年12月21日 | ISBN 978-4-06-328794-3 | 2002年4月13日  | EAN 471-9863-04683-9 |
| 25   | 2002年6月19日  | ISBN 978-4-06-328822-3 | 2002年11月8日  | EAN 471-9863-04816-1 |
| 26   | 2002年10月21日 | ISBN 978-4-06-328846-9 | 2003年5月9日   | EAN 471-0614-36123-2 |
| 27   | 2003年3月18日  | ISBN 978-4-06-328878-0 | 2003年6月19日  | EAN 471-0614-36226-0 |
| 28   | 2003年7月17日  | ISBN 978-4-06-328894-0 | 2003年10月13日 | EAN 471-0614-36403-5 |
| 29   | 2003年10月23日 | ISBN 978-4-06-328908-4 | 2003年12月15日 | EAN 471-0614-36479-0 |
| 30   | 2004年2月23日  | ISBN 978-4-06-328930-5 | 2004年4月6日   | EAN 471-0614-36717-3 |
| 31   | 2004年5月21日  | ISBN 978-4-06-328955-8 | 2004年7月12日  | EAN 471-0614-36975-7 |
| 32   | 2004年8月23日  | ISBN 978-4-06-328978-7 | 2004年10月21日 | EAN 471-0614-37140-8 |
| 33   | 2005年2月23日  | ISBN 978-4-06-372414-1 | 2005年4月25日  | EAN 471-0614-37582-6 |
| 34   | 2005年7月22日  | ISBN 978-4-06-372456-1 | 2005年9月13日  | EAN 471-0614-37836-0 |
| 35   | 2006年1月23日  | ISBN 978-4-06-372481-3 | 2006年6月13日  | EAN 471-7702-20287-3 |
| 36   | 2006年1月23日  | ISBN 978-4-06-372494-3 | 2006年8月1日   | EAN 471-7702-20382-5 |

文庫版
| 冊數 | 講談社漫畫文庫 | 講談社漫畫文庫         |
| 冊數 | 發售日期       | ISBN                   |
| ---- | -------------- | ---------------------- |
| 1    | 2000年12月12日 | ISBN 978-4-06-260872-5 |
| 2    | 2000年12月12日 | ISBN 978-4-06-260873-2 |
| 3    | 2001年1月12日  | ISBN 978-4-06-260890-9 |
| 4    | 2001年1月12日  | ISBN 978-4-06-260891-6 |
| 5    | 2001年2月9日   | ISBN 978-4-06-260921-0 |
| 6    | 2001年2月9日   | ISBN 978-4-06-260922-7 |
| 7    | 2001年3月9日   | ISBN 978-4-06-260940-1 |
| 8    | 2001年3月9日   | ISBN 978-4-06-260941-8 |
| 9    | 2001年4月12日  | ISBN 978-4-06-260961-6 |
| 10   | 2001年4月12日  | ISBN 978-4-06-260962-3 |
| 11   | 2004年10月8日  | ISBN 978-4-06-360798-7 |
| 12   | 2004年11月12日 | ISBN 978-4-06-360829-8 |
| 13   | 2004年12月10日 | ISBN 978-4-06-360860-1 |
| 14   | 2005年1月12日  | ISBN 978-4-06-360871-7 |
| 15   | 2005年2月10日  | ISBN 978-4-06-360892-2 |
| 16   | 2005年3月11日  | ISBN 978-4-06-360911-0 |
| 17   | 2006年11月10日 | ISBN 978-4-06-370368-9 |
| 18   | 2006年12月12日 | ISBN 978-4-06-370385-6 |

極厚版
| 冊數 | 講談社         | 講談社                 |
| 冊數 | 發售日期       | ISBN                   |
| ---- | -------------- | ---------------------- |
| 1    | 2009年5月22日  | ISBN 978-4-06-375754-5 |
| 2    | 2009年5月22日  | ISBN 978-4-06-375755-2 |
| 3    | 2009年6月23日  | ISBN 978-4-06-375756-9 |
| 4    | 2009年6月23日  | ISBN 978-4-06-375757-6 |
| 5    | 2009年7月23日  | ISBN 978-4-06-375758-3 |
| 6    | 2009年7月23日  | ISBN 978-4-06-375759-0 |
| 7    | 2009年8月21日  | ISBN 978-4-06-375760-6 |
| 8    | 2009年8月21日  | ISBN 978-4-06-375761-3 |
| 9    | 2009年9月23日  | ISBN 978-4-06-375762-0 |
| 10   | 2009年9月23日  | ISBN 978-4-06-375763-7 |
| 11   | 2009年10月23日 | ISBN 978-4-06-375764-4 |
| 12   | 2009年10月23日 | ISBN 978-4-06-375765-1 |

### 相關書籍
画传 蒼天航路（画伝 蒼天航路）
通常版：2006年11月29日、ISBN 978-4-06-364670-2
豪華限定版：2006年11月29日、ISBN 978-4-06-364671-9
蒼天航路 CHRONICLE EDITION
全10卷，已絶版。
蒼天航路 三國志外傳 曹操五年內的秘密（蒼天航路 三國志外伝 曹操をめぐる五つのミステリー）
藤水名子所寫的小說，主要敘述的是曹操在五年內所發生的事情。
- 2010年9月19日發售、ISBN 978-4-06-364840-9

## 电视动画
动画从2009年4月7日开始在日本电视台播放。全26話。故事從曹操為主，以曹操的故事敘說，僅到官渡之戰前夕。
台灣於2011年5月份開始於東森電影台播放。由於台灣尺度問題，故刪減掉許多較血腥和煽情的畫面。

### 製作人員
- 總監督：芦田豊雄
- 監督：冨永恒雄
- 系列構成：高屋敷英夫
- 角色設定：チームいんどり小屋（加野晃、林祐一郎、Cindy H Yamauchi、吉田大輔、梅原隆弘、まつしたあきこ）
- 総作画監督：加野晃、吉田大輔
- 美術監督：緒続学
- 色彩設計：今川かずゆき
- 撮影監督：高橋宏司
- 音響監督：本田保則
- 音楽：村井秀清
- 動畫製作：諸澤昌男、隈部昌二、小林弘靖
- 製作：中谷敏夫、田村学
- 動畫制作：Madhouse
- 製作著作：日本電視台、D.N.ドリームパートナーズ、バップ
- 旁白：中尾隆聖（日）；林谷珍（台）

### 主題曲
片頭曲『909』
作詞：高橋弘樹、作曲：高橋慶多、編曲·歌：TRIBAL CHAIR
片尾曲『ピンホール』
作詞：出戶學、作曲·編曲·歌：OGRE YOU ASSHOLE

### 各話列表
| 話数 | 原文標題 | 中文標題   | 腳本       | 分鏡       | 演出       | 作畫監督                                                | 播放日期      |
| ---- | -------- | ---------- | ---------- | ---------- | ---------- | ------------------------------------------------------- | ------------- |
| 1    |          | 少年 曹操  | 高屋敷英夫 | 蘆田豐雄   | 中川聰     | 牛島勇二 choi kyung seok 高鉾誠                         | 2009年 4月7日 |
| 2    |          | Meu Amore  | 高屋敷英夫 | 冨永恒雄   | 内田佑司   | 井上善勝、酒井政子                                      | 4月14日       |
| 3    |          | 北門之鬼   | 博多正寿   | 金澤勝眞   | 大庭秀昭   | Kim Dong Jun Jang Kil Yong                              | 4月21日       |
| 4    |          | 炎之宴     | 博多正寿   | 中川聰     | 大野和寿   | 福世孝明                                                | 4月28日       |
| 5    |          | 天下之器   | 山田隆司   | 吉川博明   | 中村近世   | 青木真理子                                              | 5月5日        |
| 6    |          | 蒼天已死   | 山田隆司   | 長尾粛     | 長尾粛     | 牛島勇二 Choi Kyung Seok                                | 5月12日       |
| 7    |          | 天・地・人 | 山田隆司   | 柳瀬雄之   | 又野弘道   | 小山知洋                                                | 5月19日       |
| 8    |          | 業火奸雄   | 山田隆司   | 藤澤俊幸   | 工藤進     | 福世孝明                                                | 5月26日       |
| 9    |          | 董卓上洛   | 筆安一幸   | 吉川博明   | 中川聡     | 高鉾誠                                                  | 6月2日        |
| 10   |          | 群雄崛起   | 筆安一幸   | 影山楙倫   | 大庭秀昭   | Lee Hyun Joung Jang Hee Kyu                             | 6月9日        |
| 11   |          | 汜水關     | 高屋敷英夫 | 吉川博明   | 内田佑司   | 井上善勝、酒井政子 高鉾誠                               | 6月16日       |
| 12   |          | 孫堅升天   | 高屋敷英夫 | 長尾粛     | 大野和寿   | 福世孝明                                                | 6月23日       |
| 13   |          | 魔王對魔神 | 高屋敷英夫 | 林祐一郎   | 大庭秀昭   | Kim Dong Jun Jang Kil Yong                              | 6月30日       |
| 14   |          | 強大的開始 | 博多正寿   | 高林久弥   | 岩田義彦   | 青木真理子                                              | 7月7日        |
| 15   |          | 黑色風暴   | 博多正寿   | 影山楙倫   | 牧野行洋   | Lee Hyun Joung Jang Hee Kyu                             | 7月14日       |
| 16   |          | 天子奉戴   | 山田隆司   | 工藤進     | 工藤進     | 福世孝明                                                | 7月21日       |
| 17   |          | 曹操與劉備 | 山田隆司   | 中川聰     | 長尾粛     | Choi Kyung Seok                                         | 7月28日       |
| 18   |          | 鄒氏夢幻   | 筆安一幸   | 影山楙倫   | 中川聡     | 牛島勇二                                                | 8月4日        |
| 19   |          | 猿與龍     | 筆安一幸   | 長尾粛     | 土屋日     | 山本径子、田中正弥                                      | 8月11日       |
| 20   |          | 不動魔神   | 高屋敷英夫 | 高林久弥   | 大野和寿   | 福世孝明                                                | 8月18日       |
| 21   |          | 純粹戰士   | 高屋敷英夫 | 吉川博明   | 内田祐司   | 酒井政子、能地清 高鉾誠                                 | 8月25日       |
| 22   |          | 呂布傳說   | 博多正寿   | 林祐一郎   | 大庭秀昭   | 林祐一郎 Woo Jin Woo Jang Kil Yong                      | 9月1日        |
| 23   |          | 天意與雷鳴 | 博多正寿   | 長尾粛     | 中村近世   | 青木真理子                                              | 9月8日        |
| 24   |          | 投降與敗走 | 山田隆司   | 波多野浩平 | 中川聡     | 牛島勇二 Chol Kyung Seok                                | 9月15日       |
| 25   |          | 白馬津     | 山田隆司   | 影山楙倫   | 波多野浩平 | 福世孝明                                                | 9月22日       |
| 26   |          | 心中的黑暗 | 筆安一幸   | 吉川博明   | 大庭秀昭   | Kwon Hyuk Jung Jang Hee Kyu Jang Kil Yong Kim Bo Kyeong | 9月29日       |

### 播放電視台
| 播放地區   | 播放電視台 | 播放日期                      | 播放時間             | 聯播網         | 備註                       |
| ---------- | ---------- | ----------------------------- | -------------------- | -------------- | -------------------------- |
| 關東廣域圈 | 日本電視台 | 2009年4月7日 - 9月29日        | 星期二 24:59 - 25:29 | 日本電視台系列 | 製作電視台                 |
| 中京廣域圈 | 中京電視台 | 2009年4月17日 - 10月16日      | 星期五 26:56 - 27:26 | 日本電視台系列 |                            |
| 近畿廣域圈 | 讀賣電視台 | 2009年6月22日 - 12月14日      | 星期一 27:14 - 27:44 | 日本電視台系列 | MONDAY PARK第3部           |
| 日本全域   | 日視Plus   | 2009年10月16日 - 2010年4月9日 | 星期五 23:00 - 23:30 | CS放送         | 有重播                     |
| 福岡縣     | 福岡放送   | 2010年6月6日 - 12月19日       | 星期日 25:20 - 25:50 | 日本電視台系列 |                            |
| 兵庫縣     | SUN電視台  | 2011年4月3日 - 9月25日        | 星期日 24:30 - 25:00 | 独立局         |                            |
| 群馬縣     | 群馬電視台 | 2011年10月6日 - 2012年5月1日  | 星期二 23:30 - 24:00 | 独立局         | 初期於星期四 19:30 - 20:00 |

### DVD / BD
由VAP公司發行販售。全9卷。

## 合作遊戲
- 三国志大战3、三国志大战 天
  - SEGA研发的街机以及NDS移植版卡牌游戏，苍天航路里的部分主要人物化身为珍贵的LE武将登场！
- 真・三國無雙５ Empires、真·三國無雙Online、三國志Online
  - 均是KOEI旗下的遊戲，遊戲中可經由特殊手段取得蒼天航路的相關物品。
- 蒼天航路柏青哥官網 （页面存档备份，存于）

## 外部連結
- 動畫官方網站 （页面存档备份，存于）